# Вторая мировая война
Втора́я мирова́я война́ (ВМВ; 1 сентября 1939 — 2 сентября 1945) — война двух мировых военно-политических коалиций, ставшая крупнейшим вооружённым конфликтом в истории человечества. В этой войне участвовали 62 государства из 74 существовавших на тот момент (80 % населения Земного шара). Боевые действия велись на территории Евразии и Африки и в водах всех океанов. Это единственный конфликт, в котором было применено ядерное оружие. В результате войны погибло более 70 миллионов человек, большинство из которых — мирные жители.
Началом Второй мировой войны считается 1 сентября 1939 года, когда нацистская Германия начала вторжение в Польшу. За этим 3 сентября последовало объявление войны Германии со стороны Великобритании и Франции. 17 сентября с востока в Польшу вторглись войска СССР, а в октябре страна по подписанному в августе 1939 года пакту Молотова — Риббентропа была поделена между Германией и СССР. За этим последовало стремительное завоевание Германией Дании и Норвегии (апрель — июнь 1940), Франции и стран Бенилюкса (май — июнь 1940), Югославии (апрель 1941). С июня 1940 года в войне участвовала фашистская Италия, помогавшая Германии во Франции и объявившая обернувшуюся неудачей войну Греции 28 октября 1940 года. В апреле 1941 года Италия и Германия совместно смогли разбить греческую оборону и оккупировать страну. Некоторые страны добровольно стали союзниками Германии и Италии: такими являлись Венгрия, Румыния и Болгария, а также в некоторой степени Финляндия. К июню 1941 года единственным серьёзным противником Германии и Италии оставалась лишь Великобритания, попытка ослабить её не увенчалась успехом. 22 июня 1941 года Германия и её союзники осуществили вторжение в СССР (который к этому моменту успел захватить и присоединить к себе части Карелии, страны Прибалтики, Бессарабию и Северную Буковину). Великая Отечественная война стала решающей в дальнейшем развитии событий Второй мировой войны в Европе, а Советский Союз понёс наибольшие потери в этой войне.
Тем временем, боевые действия шли и в Азии. Главным очагом агрессии там стала Японская империя, желавшая доминировать в этом регионе. Ещё с 1931 года она несколько раз атаковала соседний Китай, в котором шла гражданская война. 7 июля 1937 года Япония развязала против Китая полномасштабную войну. 7 декабря 1941 года японская авиация и флот атаковали Перл-Харбор, что привело к вступлению в войну против стран «Оси» Соединённых Штатов Америки — возник Тихоокеанский театр военных действий Второй мировой войны. На стороне Японии в боевых действиях участвовал и Таиланд. Продвижение японской армии было остановлено после поражения в битве за Мидуэй в июне 1942 года, после чего Япония один за другим стала терять тихоокеанские острова. Одновременно с этим начались поражения и в Европе: в 1942—1944 годах Советский Союз одержал ряд военных побед, ослабивших германскую армию: Сталинградская битва 1942—1943 годов, Курская битва 1943 года и несколько военных операций 1944 года привели к освобождению почти всей оккупированной территории страны и переходу на сторону антигитлеровской коалиции Финляндии, Румынии и Болгарии. Одновременно с этим Италия и Германия были вытеснены из Северной Африки. В Италии произошёл государственный переворот, Муссолини был арестован, новое правительство Италии заявило о выходе из войны и запросило перемирие. В июне 1944 года войска США, Великобритании, и военные формирования Свободной Франции, открыли второй фронт в Европе, высадившись в Нормандии и затем освободив Францию и другие страны Западной Европы.
В 1945 году произошёл окончательный коллапс стран «оси». Вторжение англо-американских войск в Германию и Битва за Берлин вывели из войны нацистскую Германию, подписавшую акт о капитуляции 8 мая (по московскому времени 9 мая) 1945 года. В июле 1945 года США отправили Японии Потсдамскую декларацию, которую та отклонила. Вслед за этим последовали атомные бомбардировки Хиросимы и Нагасаки и вступление в войну СССР. 2 сентября 1945 года Япония подписала акт о капитуляции. На этом Вторая мировая война завершилась.
По результатам войны, кроме территориальных изменений и репараций, впервые в мировой истории был создан международный трибунал для осуждения бывшего руководства стран признанных агрессорами и виновниками развязывания войны, в рамках вновь созданных статей международного права, ставших обязательными к исполнению и впредь. Главные виновные, признанные в развязывании войны — были повешены, остальные были осуждены на различные сроки заключения. Была создана новая организация, призванная обеспечить длительный мир в Европе (а по возможности, и во всём мире) — Организация Объединённых Наций (ООН), деятельность не оправдавшей себя Лиги Наций была прекращена.

## Участники
Как правило, Вторая мировая война рассматривается в качестве вооружённого столкновения двух крупнейших коалиций — германской коалицией стран «оси» (фактически развязавших войну) и стран антигитлеровской коалиции, которая вынужденно им противостояла. Такой подход в целом справедлив, но всё же стоит понимать, что коалиции сформировались не сразу, а первоначально каждое государство действовало независимо и в соответствии со своими интересами.
Деление на коалиции также бывает условно и затруднительно для классификации ряда вооружённых конфликтов происходивших во время Второй мировой войны. Например, Финляндия в ходе советско-финской войны 1939—1940 годов пользовалась поддержкой как англо-французских правительств, так и правительств Германии и Италии, а затем окончательно вошла в блок германской коалиции.
До 7 декабря 1941 года (до японского нападения на Перл-Харбор) США формально не находились в состоянии войны, но фактически были «невоюющим союзником» антигитлеровской коалиции ввиду большой военной и экономической помощи странам, воюющим со странами «оси».
Советский Союз до своего открытого военного столкновения с Германией 22 июня 1941 года, вёл свои собственные захватнические войны, преследуя свои геополитические цели и интересы, играя на противоречиях двух противоборствующих коалиций. В предвоенный период конца 1930-х годов между СССР и Германией были налажены активные экономические взаимоотношения и торговля. Пытаясь разграничить сферы влияния с Германией и её союзниками СССР чуть было не оказался в германской коалиции пакта четырёх держав — тем более, что ранее практически как союзники, РККА вместе с Вермахтом уже участвовала в разгроме и захвате Польши. Однако непомерные (по мнению Гитлера) геополитические аппетиты Сталина в итоге не позволили ему присоединиться к пакту четырёх держав и привели к войне германской коалиции государств против СССР, на стороне находившегося практически в полной международной изоляции СССР выступили только марионеточные просоветские режимы Монголии и Тувы (последняя в итоге была аннексирована Советским Союзом в 1944 году). И только нежелание распространения германского геополитического влияния на всю Европу и Евразию подтолкнули страны антигитлеровской коалиции рассмотреть СССР (волею обстоятельств оказавшегося противником германской экспансии) в качестве естественного союзника в борьбе с Германией, что и побудило Англию и США начать оказывать всевозможную военную помощь СССР в войне против Германии, а Советский Союз также оказался среди стран антигитлеровской коалиции, в итоге сыграв решающую роль в её победе.
Число участвовавших в военном конфликте стран менялось в течение всей войны. Часть из них вели активные военные действия, другие же помогали той или иной стороне поставками продовольствия, различного сырья и полезных ископаемых, а иногда и вооружения, многие страны участвовали в войне только номинально.
В антигитлеровскую коалицию входили:
- Польша, Великобритания (и её доминионы: Канада, Индия, Южно-Африканский Союз, Австралия, Новая Зеландия), Франция, Непал — вступили в войну в сентябре 1939 года;
- Эфиопия — эфиопские войска под командованием правительства Эфиопии в изгнании продолжили партизанские боевые действия после аннексии государства в 1936 году, официально признана союзником 12 июля 1940 года;
- Дания, Норвегия — 9 апреля 1940 года;
- Бельгия, Нидерланды, Люксембург — с 10 мая 1940 года;
- Греция — 28 октября 1940 года;
- Югославия — 6 апреля 1941 года;
- СССР, Тува, Монголия — 22 июня 1941 года;
- США, Филиппины, Гондурас — с декабря 1941 года;
- Китай (правительство Чан Кайши) — вёл боевые действия против Японии с 7 июля 1937 года, официально признан союзником 9 декабря 1941 года;
- Мексика — 22 мая 1942 года;
- Бразилия — 22 августа 1942 года.

В течение периода войны странам «оси» также была объявлена война со стороны таких государств, как Панама, Коста-Рика, Доминиканская Республика, Сальвадор, Гаити, Никарагуа, Гватемала, Куба, Аргентина, Чили, Перу, Колумбия, Иран, Албания, Парагвай, Эквадор, Турция, Уругвай, Венесуэла, Ливан, Саудовская Аравия, Либерия, Боливия, однако в боевых действиях эти государства участия не принимали, а номинальное объявление войны было сделано многими из них только на самом заключительном её этапе, в период с апреля по 9 мая 1945 года.
В ходе войны к коалиции присоединились некоторые государства, вышедшие из нацистского блока:
- Ирак — 17 января 1943 года;
- Королевство Италия — 13 октября 1943 года;
- Румыния — 23 августа 1944 года;
- Болгария — 5 сентября 1944 года;
- Финляндия — 19 сентября 1944 года;
- Просоветское правительство Венгрии — 20 января 1945 года.

С другой стороны в войне участвовали страны «оси» и их союзники:
- Германия, Словакия — 1 сентября 1939 года;
- Италия, Албания — 10 июня 1940 года;
- Венгрия — 11 апреля 1941 года;
- Ирак — 1 мая 1941 года;
- Румыния, Хорватия, Финляндия — июнь 1941 года;
- Япония, Маньчжоу-го — 7 декабря 1941 года;
- Болгария — 13 декабря 1941 года;
- Таиланд — 25 января 1942 года;
- Китай (правительство Ван Цзинвэя) — 9 января 1943 года;
- Бирма — 1 августа 1943 года;
- Филиппины — сентябрь 1944 года.

Также не входил в блок стран «оси» Иран (до 1941 г.). На территории оккупированных стран создавались марионеточные государства, не являвшиеся по смыслу участниками Второй мировой войны и присоединявшиеся к германской коалиции стран «оси»: Вишистская Франция, Греческое государство, Итальянская социальная республика, Салашистская Венгрия, Недичевская Сербия, Черногория, Македония, Пиндско-Мегленское княжество, Мэнцзян, Бирма, Филиппины, Вьетнам, Камбоджа, Лаос, Азад Хинд, режим Ван Цзинвэя. В ряде германских рейхскомиссариатов были созданы автономные марионеточные правительства: режим Квислинга в Норвегии, режим Мюссерта в Нидерландах, Белорусская центральная рада в Белоруссии, Локотское самоуправление перед созданием РК Московии. На стороне Германии и Японии сражалось также множество коллаборационистских воинских формирований, созданных из граждан противоборствующей стороны: РОА, иностранные дивизии СС (русская, украинская, белорусская, эстонская, 2 латышские, норвежско-датская, 2 нидерландские, 2 бельгийские, 2 боснийские, французская, албанская), ряд иностранных легионов. Также в вооружённых силах стран нацистского блока сражались добровольческие силы государств, формально остававшихся нейтральными: Испании (Голубая дивизия), Швеции и Португалии.
На стороне СССР и Антигитлеровской коалиции также были иностранные формирования, в том числе и из граждан и бойцов противоборствующей стороны: РККА имела при себе части, оформленные на правительства оккупированных стран в изгнании и на правительства воюющих стран: Чехословакии (1-й Чехословацкий армейский корпус), Польши (Армия Андерса при правительстве в изгнании и польские армии СССР при правительстве в Люблине), Франции (Нормандия — Неман), Норвегии, Югославии (1-я отдельная Югославская пехотная бригада, сформированная главным образом из пленных югославских бойцов вермахта), Венгрии (Будайский добровольческий полк). Были и формирования перебежчиков, не представленные правительствами: так, из пленных румын были сформированы две дивизии РККА, представленные Румынским национальным комитетом, а немецкие добровольцы могли помогать СССР в боевых действиях в составе диверсионно-разведывательных групп и отдельных рот Национального комитета «Свободная Германия».

## Территории
Все боевые действия можно разделить на 5 театров военных действий:
- Европейский театр военных действий
  - Восточноевропейский театр: СССР , Польша, Финляндия, Северная Норвегия, Чехословакия, Румыния, Венгрия, Болгария, Югославия, Австрия (восточная часть), Восточная Германия, Баренцево море, Балтийское море, Чёрное море.
  - Западноевропейский театр: Западная Германия, Дания, Норвегия, Бельгия, Люксембург, Нидерланды, Франция, Великобритания (авиабомбардировки), Атлантика.
  - Средиземноморский театр: Югославия, Греция, Албания, Италия, средиземноморские острова (Мальта, Кипр и пр.), Египет, Ливия, Французская Северная Африка, Сирия, Ливан, Ирак, Иран, Средиземное море.
- Африканский театр: Эфиопия, Итальянское Сомали, Британское Сомали, Кения, Судан, Французская Западная Африка, Французская Экваториальная Африка, Мадагаскар.
- Тихоокеанский театр: Китай (восточная и северо-восточная часть), Япония (Корея, Южный Сахалин, Курильские острова), СССР (Дальний Восток), Алеутские острова, Монголия, Гонконг, Французский Индокитай, Бирма, Андаманские острова, Малайя, Сингапур, Саравак, Голландская Ост-Индия, Сабах, Бруней, Новая Гвинея, Папуа, Соломоновы Острова, Филиппины, Гавайские острова, Гуам, Уэйк, Мидуэй, Марианские острова, Каролинские острова, Маршалловы острова, Острова Гилберта, множество мелких островов Тихого океана, бо́льшая часть Тихого океана, Индийский океан.

## Предпосылки войны

### Предпосылки войны в Европе
Версальский договор крайне ограничил военную мощь Германии, а также передал из её состава ряд территорий другим странам (в том числе, были потеряны все колонии имевшиеся у Германии до Первой мировой войны). Германия считала, что условия, продиктованные в Версале, были несправедливы юридически и невыполнимы экономически. Тем более, что суммы репараций не были заранее оговорены и два раза увеличивались. Всё это создавало международную напряжённость и уверенность в том, что не позже, как через 20 лет мировая война будет возобновлена.
В апреле — мае 1922 года в североитальянском портовом городе Рапалло состоялась Генуэзская конференция. Были приглашены также и представители Советской России. Германию представлял В. Ратенау. Основной темой конференции был взаимный отказ от выдвижения требований компенсации за ущерб, причинённый во время боевых действий в Первой мировой войне. Результатом конференции стало заключение Рапалльского договора 16 апреля 1922 года между РСФСР и Веймарской республикой. Договор предусматривал немедленное восстановление в полном объёме дипломатических отношений между РСФСР и Германией. Для Советской России это был первый в её истории международный договор. Для Германии, бывшей до того дня в области международной политики вне закона, эта договорённость имела принципиальное значение, поскольку тем самым она начала возвращаться в число признанных международным сообществом государств.
Вскоре после подписания Рапалльского договора, 11 августа 1922 года, между Рейхсвером и Красной армией было заключено секретное соглашение о сотрудничестве. У Германии и Советской России появилась возможность хоть незначительно, но поддерживать и взаимно развивать военно-технический потенциал, накопленный в годы Первой мировой войны. В результате сотрудничества Красная армия получила доступ к техническим достижениям германской военной промышленности и методам работы германского генштаба, а Рейхсвер смог начать подготовку лётчиков, танкистов и специалистов по химическому оружию в трёх школах на территории СССР, и на базе дочерних предприятий германской военной промышленности мог знакомить своих офицеров с новым моделями оружия, запрещённого на территории Германии.
27 июля 1928 года в Париже подписан пакт Бриана — Келлога — договор об отказе от войны в качестве орудия национальной политики. Пакт должен был вступить в силу 24 июля 1929 года. 9 февраля 1929 года, ещё до официального вступления пакта в силу, в Москве был подписан так называемый «протокол Литвинова» — Московский протокол о досрочном введении в силу обязательств пакта Бриана — Келлога между СССР, Польшей, Румынией, Эстонией и Латвией. 1 апреля 1929 к нему присоединилась Турция и 5 апреля — Литва.
25 июля 1932 года Советский Союз и Польша заключили договор о ненападении.
В 1933 году, с приходом к власти Национал-социалистической рабочей партии во главе с Адольфом Гитлером, Германия, не встречая особых возражений со стороны Великобритании и Франции, а кое-где и при их поддержке, вскоре начала игнорировать многие ограничения Версальского договора — в частности, восстановила призыв в армию и начала производство вооружений и военной техники. 14 октября 1933 года Германия вышла из Лиги Наций и отказалась от участия в Женевской конференции по разоружению. 26 января 1934 года был заключён Договор о ненападении между Германией и Польшей. 24 июля 1934 года Германия предприняла попытку осуществить аншлюс (присоединение) Австрии, инспирировав в Вене антиправительственный путч, но вынуждена отказаться от своих планов из-за резко негативной позиции итальянского диктатора Бенито Муссолини, который выдвинул к австрийской границе 4 дивизии.
В 1930-е годы Италия проводила не менее агрессивную внешнюю политику. 3 октября 1935 года она вторгается в Эфиопию и к маю 1936 года захватывает её. В 1936 году была провозглашена Итальянская империя. Средиземному морю было присвоено название «Наше море» (лат. Mare Nostrum). Акт необоснованной агрессии вызвал недовольство у западных держав и Лиги Наций. Ухудшение отношений с западными державами толкнуло Италию на сближение с Германией. В январе 1936 года Муссолини дал принципиальное согласие на аншлюс при условии отказа от экспансии на Адриатике. 7 марта 1936 года немецкие войска занимают Рейнскую демилитаризованную зону. Великобритания и Франция не оказали этому действенного сопротивления, ограничившись формальным протестом. 25 ноября 1936 года Германия и Япония заключили Антикоминтерновский пакт о совместной борьбе с III Интернационалом. 6 ноября 1937 года к пакту присоединилась Италия.
В марте 1938 года Германия беспрепятственно присоединила Австрию.
30 сентября 1938 года британским премьер-министром Чемберленом и Гитлером подписана декларация о ненападении и мирном урегулировании спорных вопросов между Великобританией и Германией — договор, известный в СССР как Мюнхенский сговор. В 1938 году Чемберлен трижды встречался с Гитлером, а после встречи в Мюнхене вернулся домой со своим знаменитым заявлением «Я привёз вам мир!». Фактически это соглашение, заключённое без участия руководства Чехословакии, привело к её разделу Германией, при участии Венгрии и Польши. Считается классическим примером умиротворения агрессора (см. Причины Второй мировой войны), которое впоследствии только побудило его на ещё большее расширение своей агрессивной политики и стало одной из причин начала Второй мировой войны.

У. Черчилль прокомментировал 3 октября 1938 года подписанное соглашение следующим образом:

Англии был предложен выбор между войной и бесчестием. Она выбрала бесчестие и получит войну.
Оригинальный текст (англ.)England has been offered a choice between war and shame. She has chosen shame, and will get war.

Министр иностранных дел Французской Республики Жорж Бонне и министр иностранных дел Германии Иоахим Риббентроп 6 декабря 1938 года подписали франко-германскую декларацию.
В октябре 1938 года в результате Мюнхенского соглашения Германия аннексировала принадлежавшую Чехословакии Судетскую область. Согласие на этот акт дали Англия и Франция, причём мнение самой Чехословакии не учитывалось. 15 марта 1939 года Германия в нарушение соглашения оккупировала Чехию. На чешской территории был создан немецкий протекторат Богемии и Моравии. Венгрия и Польша также участвовали в разделе Чехословакии: Словакия (кроме преимущественно венгерских южных регионов, отошедших к Венгрии) объявлена независимой республикой, в Тешинскую область вступают польские войска, а провозгласившая независимость Карпатская Украина, ранее частично захваченная венгерскими войсками, после тяжёлых боёв с местным ополчением (см. Карпатская сечь), перешла полностью под оккупацию войсками адмирала Хорти. 24 февраля 1939 года к Антикоминтерновскому пакту присоединилась Венгрия, 27 марта — Испания, где к власти после окончания гражданской войны пришёл Франсиско Франко.
Агрессивные действия Германии не встретили серьёзного сопротивления со стороны Великобритании и Франции, которые не решились начать войну и пытались спасти систему Версальского договора разумными, с их точки зрения, уступками (так называемая «политика умиротворения»). Впрочем, после нарушения Гитлером Мюнхенского договора, в обеих странах всё больше начали осознавать необходимость более жёсткой политики, и на случай дальнейшей агрессии Германии Великобритания и Франция дали военные гарантии Польше. После захвата Италией Албании 7—12 апреля 1939 года такие же гарантии получили Румыния, Турция и Греция.
Как полагает историк М. И. Мельтюхов, объективные условия также делали Советский Союз противником Версальской системы. Вследствие внутреннего кризиса, вызванного событиями Первой мировой войны, Октябрьской революции и Гражданской войны, уровень влияния страны на европейскую и мировую политику существенно снизился. Вместе с тем укрепление Советского государства и результаты проведения индустриализации стимулировали руководство СССР к принятию мер по возвращению статуса мировой державы. Советское правительство умело использовало официальные дипломатические каналы, нелегальные возможности Коминтерна, социальную пропаганду, пацифистские идеи, антифашизм, помощь некоторым жертвам агрессоров для создания имиджа главного борца за мир и социальный прогресс. Борьба за «коллективную безопасность» стала внешнеполитической тактикой Москвы, направленной на усиление веса СССР в международных делах и на недопущение консолидации остальных великих держав без своего участия. Тем не менее Мюнхенское соглашение, оформленное без приглашения к столу переговоров Советской России, наглядно показало, что СССР всё ещё далёк от того, чтобы стать равноправным субъектом европейской политики.
После военной тревоги 1927 года СССР активно стал готовиться к войне. Возможность нападения коалиции капиталистических стран тиражировалась официальной пропагандой. Военное руководство, для того чтобы иметь обученный мобилизационный резерв, начало активно и повсеместно обучать городское население военным специальностям, стали организовывать массовое обучение парашютизму, авиамоделизму и так далее (см. ОСОАВИАХИМ). Почётно и престижно было сдать нормы ГТО («Готов к труду и обороне»), заслужить за меткую стрельбу звание и значок «Ворошиловский стрелок», и, наряду с новым определением «орденоносец», появилось также престижная характеристика- «значкист».
Как следствие достигнутых Рапалльских договорённостей и последующих секретных соглашений, в Липецке в 1925 году был создан авиационный учебный центр, в котором немецкие инструкторы обучали немецких и советских курсантов. Под Казанью в 1929 году был создан центр подготовки командиров танковых соединений (секретный учебный центр «Кама»), в котором немецкие инструкторы также обучали немецких и советских курсантов. Для немецкой стороны за время функционирования школы подготовлено 30 офицеров рейхсвера. В 1926—1933 годах в Казани также проводились испытания немецких танков (немцы для секретности называли их «тракторами»). В Вольске был создан центр для обучения обращению с химическим оружием (объект «Томка»). В 1933 году, после прихода к власти Гитлера, все эти школы были закрыты.
С началом 1930-х годов основной военной концепцией в РККА становится «теория глубокой операции». Главный упор делается на создание и внедрение высокомобильных механизированных частей.
В соответствии с концепцией теории, роль ударной силы отводилась механизированным корпусам. Основная идея теории состояла в нанесении удара по всей глубине обороны противника с использованием артиллерии, авиации, бронетанковых войск и воздушных десантов с целью нанести поражение всей оперативной группировке противника в начальный период войны. В ходе глубокой операции достигались две цели — прорыв фронта обороны противника одновременным ударом на всю его тактическую глубину и немедленный ввод группировки подвижных войск для развития тактического прорыва в оперативный успех.
11 января 1939 года Наркомат оборонной промышленности был упразднён, вместо него были созданы Наркомат боеприпасов, Наркомат вооружения, Наркомат судостроительной промышленности, Наркомат авиационной промышленности. Все наркоматы производили только военную продукцию.
В 1940 году в СССР стали ужесточать режим труда и увеличивать продолжительность рабочего дня рабочих и служащих. Все государственные, кооперативные и общественные предприятия и учреждения были переведены с шестидневки на семидневную неделю, считая седьмой день недели — воскресенье — днём отдыха. Ужесточилась ответственность за прогулы. Под страхом тюремного заключения были запрещены самовольный уход и переход в другую организацию без разрешения директора (см. «Указ Президиума Верховного Совета СССР от 26 июня 1940 года»).
В армии спешно приняли на вооружение и начали массовый выпуск нового истребителя Як-1, даже не закончив госиспытаний. 1940 год — это год освоения в производстве новейших танков Т-34 и КВ, доработки винтовки СВТ и принятия на вооружение пистолета-пулемёта ППШ-41.
В ходе политического кризиса 1939 года в Европе сложилось два военно-политических блока: англо-французский и германо-итальянский.
Польша, заключив союзные договоры с Великобританией и Францией, которые обязывались помочь ей в случае немецкой агрессии, отказалась идти на уступки в переговорах с Германией (в частности, по вопросу о Польском коридоре). 16 апреля 1939 года советская сторона выступила с официальным предложением заключить трёхсторонний договор о взаимопомощи между Англией, Францией и Советским Союзом, тем самым выработать общую позицию по действиям в случае немецкой агрессии против Польши. Предлагалось подписать военную конвенцию трёх государств, к которой могла при желании присоединиться и Польша. Правительство Великобритании ответило на сделанные советской стороной предложения только 8 мая — предложения были фактически отклонены. Эти действия убедили Москву в нежелании Великобритании заключать военный пакт с СССР с целью воспрепятствования захвата Польши Германией. Тем не менее в вялотекущей форме переговоры продолжались.
20 мая 1939 года посол Германии в Москве Шуленбург имел продолжительную беседу с Молотовым. К концу мая Гитлер пришёл к выводу, что необходимо форсировать переговоры с Советским Союзом, чтобы сорвать англо-советские переговоры. Советское правительство относилось к Берлину с большой долей подозрительности, однако, видя пассивность Великобритании и Франции, на переговоры с Германией согласилось.
5 августа 1939 года посол Германии в СССР Шуленбург зачитал Молотову послание министра иностранных дел Германии Риббентропа, в котором тот выражал готовность лично приехать в Москву для «урегулирования германо-русских отношений». Целью германской стороны было скорейшее подписание договора о ненападении между СССР и Германией, который бы исключил Советскую Россию из вероятных противников в запланированной Германией войне против Польши. Вместе с тем Гитлер был уверен, что без участия СССР войска Великобритании и Франции не решатся вмешаться в войну в Польше.
19 августа 1939 года Молотов выразил согласие принять Риббентропа в Москве для подписания договора с Германией, и 23 августа СССР подписал Договор о ненападении. В секретном дополнительном протоколе предусматривался раздел сфер интересов в Восточной Европе, включая прибалтийские государства и Польшу.

### Предпосылки войны вАзии
Оккупация Японией Маньчжурии и Северного Китая началась в 1931 году. 7 июля 1937 года японская армия начала наступление вглубь Китая (см. Японо-китайская война). Экспансию Японии в Восточной Азии слегка затормозили внутренние конфликты — как проблемы, связанные с форсированным экономическим развитием (например, деформация структуры экономики), так и конфликты в военных и финансовых элитах, разделившихся во мнениях насчёт направления экспансии. Пацифизм поддержки в тот период в Японии практически не имел.
Экспансия Японии встретила активное противодействие великих держав. Великобритания, США и Нидерланды ввели против Японии экономические санкции. СССР также не оставался безучастным к событиям на Дальнем Востоке, тем более что советско-японские пограничные конфликты 1938—1939 годов (из которых самыми известными стали бои у озера Хасан и необъявленная война у Халхин-Гола) грозили перерасти в полномасштабную войну.
В конце концов, перед Японией встал серьёзный выбор, в каком направлении продолжить свою дальнейшую экспансию: на север против СССР или на юг против Китая и европейских и американских колоний в Азии. Выбор был сделан в пользу «южного варианта». 13 апреля 1941 года в Москве был подписан договор между Японией и СССР о нейтралитете сроком на 5 лет. Япония начала подготовку войны против союзников США в Тихоокеанском регионе (Великобритании, Нидерландов).
7 декабря 1941 года Япония наносит удар по американской военно-морской базе Пёрл-Харбор. С декабря 1941 года японо-китайская война считается частью Второй мировой войны.

## Первый период войны (сентябрь 1939 — июнь 1941)

### Вторжение в Польшу
23 мая 1939 года в кабинете Гитлера в присутствии ряда высших офицеров состоялось совещание. Было отмечено, что «польская проблема тесно связана с неизбежным конфликтом с Англией и Францией, быстрая победа над которыми проблематична. При этом Польша вряд ли сможет исполнять роль барьера против большевизма. В настоящее время задачей внешней политики Германии является расширение жизненного пространства на Восток, обеспечение гарантированного снабжения продовольствием и устранение угрозы с Востока. Польша должна быть захвачена при первом же удобном случае».
23 августа между Германией и СССР был подписан договор о ненападении между Германией и Советским Союзом, в котором стороны договаривались о ненападении друг на друга (в том числе и в случае начала военных действий одной из сторон против третьих стран, что являлось обычной практикой договоров Германии в то время). В секретном дополнительном протоколе к договору СССР и Германией был закреплён раздел сфер интересов в Европе.
31 августа пресса Германии сообщила: «…в четверг приблизительно в 20 часов помещение радиостанции в Глайвице было захвачено поляками». На самом же деле это были переодетые в польскую военную форму солдаты СС во главе с Альфредом Науйоксом. В Нюрнберге он дал об этой провокации подробные показания под присягой.
1 сентября 1939 года вооружённые силы Германии перешли границы Польши, также в боевых действиях на стороне Германии приняли участие войска Словакии, чуть позже это спровоцировало объявление им войны со стороны Англии, Франции и прочих стран, имевших с Польшей союзнические обязательства.
В 04:26 утра первый боевой вылет Люфтваффе совершило звено пикировщиков Ju-87 обер-лейтенанта Бруно Диллеи (он осуществил первый сброс бомбы в этой войне). Целью были польские пункты управления, расположенные на железнодорожной станции Диршау (Тчев). В это же время Франк Нойберт сбил первый польский самолёт — истребитель PZL P.11C.
В 4 часа 45 минут прибывший в Данциг с дружеским визитом и с воодушевлением встреченный местным населением немецкий учебный корабль — устаревший броненосец «Шлезвиг-Гольштейн» — открыл огонь по польским укреплениям на Вестерплатте.
Днём 1 сентября Гитлер выступил в Рейхстаге, по этому случаю переодевшись в военную форму. В оправдание вторжения в Польшу он сослался на нападение на радиостанцию в Глайвице. При этом он тщательно старался избежать термина «война», опасаясь вступления в конфликт Англии и Франции, давших Польше свои соответствующие гарантии. В изданном им приказе говорилось лишь об «активной обороне» против польской агрессии.
Бенито Муссолини предложил созвать конференцию для мирного решения польского вопроса, что встретило поддержку со стороны западных держав, но Гитлер отказался, заявив, что не нужно предоставлять дипломатии то, что завоёвано оружием.
1 сентября в Советском Союзе введена всеобщая воинская повинность. При этом призывной возраст снижен с 21 до 19 лет, а для некоторых категорий — до 18 лет. Закон немедленно вступил в силу, и в короткое время численный состав армии достиг 5 миллионов человек, что составило около 3 % населения.
3 сентября в 9 часов утра Англия, в 12:20 — Франция, а также Австралия и Новая Зеландия объявили Германии войну. В течение нескольких дней к ним присоединились Канада, Ньюфаундленд, Южно-Африканский Союз и Непал. Вторая мировая война началась. Гитлер и его окружение до последнего дня надеялись, что Союзники не решатся вступить в войну, и дело закончится «вторым Мюнхеном». Главный переводчик министерства иностранных дел Германии Пауль Шмидт описал состояние шока, в которое пришёл Гитлер, когда посол Британии Невил Гендерсон, появившись в Рейхсканцелярии в 9 часов утра 3 сентября, передал ультиматум своего правительства с требованием отвести войска с польской территории на исходные позиции. Присутствующий при этом Геринг произнёс: «Если мы проиграем эту войну, то нам остаётся уповать лишь на милость Божию».
3 сентября в Быдгоще (бывший Бромберг), городе Поморского воеводства (бывшая Западная Пруссия), перешедшем по Версальскому договору к Польше, произошло массовое убийство по национальному признаку — Бромбергский погром. В городе, население которого на 3/4 состояло из немцев, было убито несколько сотен человек гражданского населения немецкого происхождения. Количество погибших варьировалось от одной до трёх сотен — по версии польской стороны и от одной до пяти тысяч погибших — по версии книги, изданной в немецком правоэкстремистском издательстве DSZ.
Наступление немецких войск развивалось по плану. Польские войска в целом оказались слабой военной силой по сравнению с согласованно действующими германскими танковыми войсками и ВВС. При этом на Западном фронте союзные англо-французские войска не предпринимали никаких активных действий (см. Странная война). Лишь на море война началась сразу и также со стороны Германии: уже 3 сентября немецкая подводная лодка U-30 без предупреждения атаковала английский пассажирский лайнер «Атения», приняв его по ошибке за вспомогательный крейсер.
5 сентября США и Япония объявили о своём нейтралитете в европейской войне.
7 сентября немецкие войска под командованием Хайнца Гудериана провели атаку на польскую оборонительную линию под Визной. 720 польских солдат и офицеров сдерживали сорокатысячную группировку противника вплоть до 10 сентября.
За первую неделю боёв в Польше немецкие войска в нескольких местах рассекли польский фронт и заняли часть Мазовии, Западную Пруссию, Верхне-Силезский промышленный район и Западную Галицию. К 9 сентября немцам удалось сломить польское сопротивление по всей линии фронта и подойти к Варшаве.
10 сентября польский главнокомандующий Эдвард Рыдз-Смиглы отдал приказ об общем отступлении в Юго-Восточную Польшу, но основная часть его войск, не сумев отойти за Вислу, оказалась в окружении. К середине сентября, так и не получив поддержки с запада, вооружённые силы Польши практически перестали существовать как единое целое; сохранились лишь локальные центры сопротивления.
14 сентября 19-й корпус Гудериана броском из Восточной Пруссии захватил Брест. Польские войска под командованием генерала Плисовского ещё в течение нескольких суток обороняли Брестскую крепость. В ночь на 17 сентября её защитники в организованном порядке покинули форты и отошли за Буг.
Вечером 16 сентября польское правительство и верховное командование бежало в Румынию.
Утром 17 сентября в ноте советского правительства, вручённой в Москве послу Польши в СССР, было заявлено, что «поскольку Польское государство и его правительство перестали существовать, Советский Союз обязан взять под свою защиту жизнь и имущество населения Западной Украины и Западной Белоруссии».
Тем же утром 17 сентября, в соответствии с условиями секретного дополнительного протокола к договору о ненападении между СССР и Германией, Советский Союз осуществил ввод своих войск в восточные районы Польши. Внутренняя пропаганда в СССР декларирует, что «РККА берёт под защиту братские народы». В 6 часов утра Красная армия двумя войсковыми группами перешла государственную границу. Этим же днём Молотов отослал послу Германии в СССР Шуленбургу поздравление по поводу «блестящего успеха германского вермахта». Несмотря на то, что ни СССР, ни Польша не объявили войну друг другу, некоторые историки (например А. М. Некрич) считают этот день датой вступления СССР во Вторую мировую войну.
28 сентября немцы заняли Варшаву. В этот же день в Москве был подписан Договор о дружбе и границе между СССР и Германией, установивший линию разграничения между немецкими и советскими войсками на территории бывшей Польши примерно по «линии Керзона».
6 октября капитулировали последние подразделения польской армии.
Часть западных польских земель перешли в состав нацистской Германии. Эти земли подлежали так называемой «германизации». Польское и еврейское население депортировалось в центральные районы Польши, где было создано генерал-губернаторство. Наиболее тяжёлым стало положение евреев, всех их решено было согнать в гетто.
Территории, отошедшие в зону влияния СССР, были включены в состав Украинской ССР, Белорусской ССР и независимой на тот момент Литвы. На территориях, включённых в СССР, была установлена советская власть, проводились социалистические преобразования (национализация промышленности, коллективизация крестьянства), что сопровождалось депортацией и репрессиями по отношению к бывшим господствующим классам — представителям буржуазии, помещикам, зажиточным крестьянам, части интеллигенции.
6 октября 1939 года, после окончания военных действий, Гитлер выступил с предложением о созыве мирной конференции при участии всех крупнейших держав для урегулирования имеющихся противоречий. Франция и Великобритания заявили, что согласятся на конференцию, только если немцы немедленно выведут свои войска из Польши и Чехии и возвратят этим странам независимость. Германия отвергла эти условия, и в результате мирная конференция так и не состоялась.
Быстрое поражение Польши сделало временно́й период, во время которого можно было заставить Германию воевать на два фронта, очень коротким. В итоге переброшенные во Францию с сентября 1939 по февраль 1940 года британские экспедиционные силы в составе 10 дивизий бездействовали. В американской печати тот период получил название «Странная война».
Немецкий военачальник А. Йодль позже утверждал:

«Если мы ещё в 1939 году не потерпели поражение, то только потому, что около 110 французских и британских дивизий, стоявших во время нашей войны с Польшей на Западе против 25 немецких дивизий, абсолютно бездействовали».

### Битва за Атлантику
Несмотря на отказ от мирной конференции, Великобритания и Франция с сентября 1939 по апрель 1940 года продолжили вести пассивную войну и не предприняли серьёзных попыток наступления. Активные боевые действия ведутся лишь на морских коммуникациях. Ещё до войны немецкое командование направило в Атлантический океан 2 линкора и 18 подводных лодок, которые с открытием военных действий начали нападения на торговые суда Великобритании и союзных ей стран. С сентября по декабрь 1939 года Великобритания теряет от ударов немецких подводных лодок 114 судов, а в 1940 году — 471 судно, немцы же в 1939 году лишились только 9 подводных лодок. Удары по морским коммуникациям Великобритании привели к потере к лету 1941 года 1⁄3 тоннажа британского торгового флота и создали серьёзную угрозу экономике страны.

### Советско-финская война
В ходе советско-финляндских переговоров 1938—1939 годов СССР добивался от Финляндии уступки части Карельского перешейка (передача этих территорий разрывала «линию Маннергейма» на самом главном, Выборгском направлении), а также передачи в аренду нескольких островов Финского залива и части полуострова Ханко (Гангут) под военные базы, предлагая взамен территорию в Карелии общей площадью вдвое больше требуемой финляндской. Финляндия, не желая идти на уступки и принимать на себя обязательства военного характера, предлагала заключение торгового соглашения и соглашалась на ремилитаризацию Аландских островов.

За три месяца до инцидента в Майниле премьер Финляндии Каяндер на смотре финских резервистов заявляет:

Мы гордимся тем, что у нас мало оружия, ржавеющего в арсеналах, мало военного обмундирования, гниющего и покрывающегося плесенью на складах. Но у нас в Финляндии высокий уровень жизни и система образования, которой мы можем гордиться.

В свою очередь Иосиф Сталин за несколько месяцев до войны на переговорах в Москве заявил:
Мы ничего не можем поделать с географией, так же, как и вы… Поскольку Ленинград передвинуть нельзя, придётся отодвинуть от него подальше границу.

30 ноября 1939 года СССР начал военное вторжение в Финляндию, и 14 декабря за развязывание войны был исключён из Лиги Наций. На голосовании за исключение СССР из 52 государств, входивших в Лигу, 12 стран своих представителей на конференцию вообще не прислали, а 11 стран не стали голосовать за исключение (в их числе были — Швеция, Норвегия и Дания).
С декабря по февраль советские войска в составе 15 стрелковых дивизий предприняли множество попыток прорвать «линию Маннергейма», обороняемую 15 финляндскими пехотными дивизиями, однако больших успехов в этом не достигли. Неудачей у Суомуссалми закончилась попытка разрезать территорию Финляндии и выйти на Оулу.
В дальнейшем шло непрерывное наращивание сил Красной армии на всех направлениях.
Великобритания и Франция приняли решение подготовить десант на Скандинавский полуостров, чтобы не допустить захвата Германией месторождений шведской железной руды и одновременно обеспечить пути будущей переброски своих войск на помощь Финляндии; также началась переброска бомбардировочной авиации дальнего действия на Ближний Восток для бомбардировки и захвата нефтепромыслов Баку в случае вступления Англии в войну на стороне Финляндии. Тем не менее Швеция и Норвегия, стремясь сохранить нейтралитет, категорически отказались принять на своей территории англо-французские войска. 16 февраля 1940 года британские эсминцы атаковали немецкое судно «Альтмарк» в норвежских территориальных водах и освободили находящихся на нём английских моряков с призовых судов. 1 марта Гитлер, прежде заинтересованный в сохранении нейтралитета скандинавских стран, подписал директиву об операции «Везерюбунг»: захвате Дании (в качестве перевалочной базы) и Норвегии для предотвращения возможной высадки Союзников.
В начале марта 1940 года советские войска прорвали «Линию Маннергейма» и захватили на 3/4 город Выборг. 13 марта 1940 года в Москве подписан мирный договор между Финляндией и СССР, по которому были удовлетворены советские требования: граница на Карельском перешейке в районе Ленинграда отодвинута к северо-западу с 32 до 150 км, к СССР отошёл ряд островов в Финском заливе.
Несмотря на окончание войны, англо-французское командование продолжило разрабатывать план военной операции в Норвегии, однако немцам удалось их опередить.

### Европейский блицкриг
С началом Второй мировой войны в Европе, стратегическое территориальное расположение Норвегии интересовало все противоборствующие стороны. Для Англии и Франции было важно иметь там свои военные базы и тем самым полностью контролировать морские коммуникации. Для немцев Норвегия была как ключом к Северному морю, так и путём транзита шведской руды. Дабы опередить возможное вторжение Германии, в апреле 1940 года в Норвегию выдвинулись военные корабли англо-французских экспедиционных сил с целью оккупировать последнюю, установив свою гегемонию и контроль в данном регионе. Тогда 9 апреля 1940 года Германия в срочном порядке вынуждена была начать свою операцию по захвату Норвегии, опередив высадку и оккупацию Норвегии со стороны англо-французских войск.
В тот же день, 9 апреля 1940 года войска Германии вторглись в Данию. В 5:15 утра, части Вермахта перешли датско-германскую границу и начали наступление. Также, в 5:15 немецкие войска высадились в Копенгагене. Датский военно-морской флот не оказал сопротивления. Морскими и воздушными десантами немцы почти беспрепятственно заняли все важнейшие города и буквально за пару часов уничтожили почти всю датскую авиацию. В 7:20 под угрозой бомбардировок гражданского населения датский король Кристиан X вынужден был подписать капитуляцию и приказал армии сложить оружие. В 7:30 был захвачен стратегически важный для проведения дальнейшей Норвежской операции аэропорт Ольборг. Около 10 часов утра началась демобилизация датской армии.
В Норвегии немцы 9—10 апреля высадили воздушный десант и захватили главные норвежские порты: Осло, Тронхейм, Берген, Нарвик. Однако ещё вечером 8 апреля капитан китобойного судна Лейф Вельдинг-Ольсен сообщил об обнаружении 2 немецких военных кораблей. Сам капитан погиб в результате попадания снаряда от немецкого торпедного катера. 9 апреля гарнизону норвежской крепости "Оскарсборг" под командованием полковника Биргера Эриксена удалось потопить немецкий тяжёлый крейсер "Blücher". 14 апреля англо-французский морской десант высадился под Нарвиком, 16 апреля — в Намсусе, 17 апреля — в Ондальснесе. 19 апреля англо-французские силы развернули наступление на Тронхейм, но потерпели неудачу, и в начале мая были вынуждены вывести свои соединения из Центральной Норвегии. После ряда боёв за Нарвик, в районах Намсуса, Молле (Мольде) и др., англо-французские войска в начале июня эвакуировались и из северной части страны. 10 июня 1940 года капитулировали последние подразделения норвежской армии. Норвегия оказалась под управлением немецкой оккупационной администрации (рейхскомиссариат); Дания же, объявленная немецким протекторатом, смогла сохранить частичную самостоятельность в своих внутренних делах.
После оккупации Дании британские и американские войска, дабы не допустить вторжение Германии в датские владения вне континента, оккупировали её заморские территории, имеющие важное стратегическое значение, — Фарерские острова, Исландию и Гренландию (см. Фарерские острова во Второй мировой войне, Вторжение в Исландию (1940), Гренландия во Второй мировой войне).
10 мая 1940 года Германия силами 136 дивизий вторглась в Бельгию, Нидерланды и Люксембург. 1-я группа союзных армий выдвинулась на территорию Бельгии, но не успела помочь голландцам, поскольку немецкая группа армий «Б» осуществила стремительный бросок в Южную Голландию. 14 мая Роттердам подвергся массированной бомбардировке, что привело к огромным разрушениям и жертвам среди мирного населения. После угрозы аналогичных бомбардировок Амстердама и Гааги 15 мая правительство Нидерландов капитулировало.
В Бельгии немецкие десантники 10 мая захватили мосты через канал Альберта. Это им удалось после успешного и чрезвычайно смелого по своему замыслу штурма форта Эбен-Эмаль, большая часть укреплений которого были скрыты под землёй. Штурм был осуществлён ротой специально подготовленных для этого немецких десантников. Это дало возможность крупным немецким танковым силам форсировать канал до подхода сил противника и выйти на Бельгийскую равнину. 17 мая пал Брюссель.
Но главный удар нанесла группа армий «А». Оккупировав 10 мая Люксембург, три танковых дивизии Гудериана пересекли Южные Арденны и 13 мая переправились через реку Маас западнее Седана. Одновременно танковый корпус Гота прорвался через труднопроходимые для тяжёлой техники Северные Арденны и 13 мая форсировал реку Маас севернее Динана.
«В штабе я получил приказ начать наступление через р. Маас на следующий день — 13 мая — в 16 час. … До наступления темноты удалось проникнуть глубоко в полосу укреплений противника. Войска получили приказ продолжать наступление всю ночь, и я был уверен, что они выполнят этот важнейший приказ».
Немецкая танковая армада устремилась на запад. Запоздалые атаки французов, для которых удар немцев через Арденны оказывается полной неожиданностью, оказались не в состоянии сдержать её.

«Развитие прорыва приобрело классическую форму. Западнее реки Маас войска безостановочно продвигаются. Контратаки танков противника успеха не имеют. Скорость марша пехотных частей великолепна (1-я и 5-я горноегерьские дивизии)».— Ф. Гальдер. «Военный дневник: Ежедневные записи начальника генерального штаба сухопутных войск, 1939—1942 гг.»
16 мая части Гудериана достигли Уазы, 20 мая они вышли к побережью Па-де-Кале недалеко от Абвиля и повернули на север, в тыл войскам противника — в результате чего 28 англо-франко-бельгийских дивизий оказались в окружении.
Попытка англо-французского командования организовать 21—23 мая контрудар у Арраса могла бы быть успешной, но Гудериан ценой почти полностью уничтоженного танкового батальона остановил её. 22 мая Гудериан отрезал противнику путь отступления к Булони, 23 мая — к Кале, и вышел своими войсками к Гравлину в 10 км от Дюнкерка, последнего порта, откуда англо-французские войска ещё могли эвакуироваться, однако 24 мая он вынужден был остановить наступление на двое суток — согласно воспоминаниям Э. фон Манштейна, по личному приказу Гитлера («Чудо под Дюнкерком») (по другой версии, причиной остановки был не приказ Гитлера, а вход танков в зону действия корабельной артиллерии английского флота, которая могла расстреливать их практически безнаказанно). Передышка позволила англо-французским соединениям укрепить оборону Дюнкерка и начать операцию «Динамо» по эвакуации своих сил морем. 26 мая немецкие войска прорвали бельгийский фронт в Западной Фландрии, и 28 мая Бельгия капитулировала, вопреки требованиям своих англо-французских союзников. В тот же день в районе Лилля немцы окружили крупную французскую группировку, которая сдалась 31 мая. Часть французских войск и почти вся английская армия были вывезены на британских кораблях через Дюнкерк — это 338 226 человек, из них 26 176 французов. Германия захватила всю британскую и французскую артиллерию и бронетехнику, а также транспортные средства, брошенные ими при отступлении. После эвакуации из Дюнкерка Великобритания оказалась практически без тяжёлого вооружения, хотя и сохранила личный состав своей армии.
5 июня немецкие войска начали наступление на участке Лан — Абвиль. Попытки французского командования спешно залатать брешь в обороне неподготовленными дивизиями были безуспешны. Французы проигрывали одно сражение за другим. Оборона французов распалась, и командование спешно отвело уцелевшие соединения на юг.
10 июня Италия объявила войну Великобритании и Франции, после чего итальянские войска вторглись в южные районы Франции, но далеко продвинуться не смогли. В тот же день французское правительство эвакуировалось из Парижа. 11 июня немцы переправились через Марну у Шато-Тьерри, 14 июня они без боя вступили в Париж, а через два дня вышли в долину Роны. 16 июня маршал Петен сформировал новое правительство Франции, которое уже в ночь на 17 июня обратилось к Германии с просьбой о перемирии. 18 июня французский генерал Шарль Де Голль, бежавший в Лондон, призвал французов продолжать сопротивление: «Пламя французского сопротивления не должно погаснуть и не погаснет».
Самого Де Голля английское правительство 28 июня признало «главой всех свободных французов».
21 июня немецкие войска, не встречая уже практически никакого сопротивления, достигли Луары на участке Нант — Тур, в тот же день их танки заняли Лион.
22 июня в Компьене, в том же вагоне, в котором была подписана капитуляция Германии в 1918 году, было подписано франко-немецкое перемирие, по которому Франция согласилась на оккупацию большей части своей территории, демобилизацию почти всей сухопутной армии и интернирование военно-морского флота и авиации. В свободной зоне в результате государственного переворота 10 июля установился авторитарный режим маршала Петена (Режим Виши), взявший курс на тесное сотрудничество с Германией (коллаборационизм). Несмотря на военную мощь Франции, поражение этой страны было внезапным и полным.
Главнокомандующий вишистскими войсками Франсуа Дарлан отдал приказ об отводе всего французского флота к берегам Французской Северной Африки. Из опасения, что французский флот может попасть под контроль Германии и Италии, 3 июля 1940 года британские военно-морские силы и авиация в рамках операции «Катапульта» нанесли удар по французским кораблям в Мерс-эль-Кебире. Был уничтожен линейный корабль «Дюнкерк», два более старых линейных корабля и эсминец. При этом погибло почти 1300 французов.
К концу июля британцы уничтожили или нейтрализовали почти весь французский флот. В Плимуте и Портсмуте англичане силой овладели стоявшими там французскими кораблями. Находившиеся в Дакаре и Касабланке линкоры «Ришельё» и «Жан Барт» были торпедированы англичанами и повреждены. Французские корабли в Александрии были по договорённости с командующим ими адмиралом частично разоружены и позже вошли в состав флота Свободной Франции.

### Присоединение Прибалтики, Бессарабии и Северной Буковины к СССР
Ещё осенью 1939 года Эстония, Латвия и Литва под давлением заключили с СССР договоры о взаимопомощи, также известные как договоры о базах, в соответствии с которыми на территории этих стран были размещены советские военные базы. 17 июня 1940 года СССР предъявил прибалтийским государствам ультиматум, требуя отставки их законных правительств и формирования вместо них «народных» правительств, роспуска парламентов, проведения внеочередных выборов и согласия на ввод дополнительного контингента советских войск. В сложившейся обстановке прибалтийские правительства были вынуждены принять ультиматум. При активной поддержке из Москвы в Эстонии, Латвии и Литве, одновременно произошли государственные перевороты. К власти пришли марионеточные правительства просоветской ориентации.
После ввода дополнительных частей Красной армии на территорию Прибалтики, в середине июля 1940 года в Эстонии, Латвии и Литве, в условиях значительного советского военного присутствия были проведены безальтернативные выборы в верховные органы власти. Коммунистически настроенные партии были единственными партиями, допущенными к выборам. В своих предвыборных программах они ни слова не упоминали о планах присоединения к СССР. 21 июля 1940 года вновь избранные парламенты, в составе которых оказалось просоветски настроенное большинство, провозгласили создание советских социалистических республик и направили Верховному Совету СССР прошения о вступлении в Советский Союз. 3 августа Литовская ССР, 5 августа — Латвийская ССР, а 6 августа — Эстонская ССР, были приняты в состав СССР.
27 июня 1940 года правительство СССР направило румынскому правительству две ультимативные ноты, требуя возврата Бессарабии и передачи СССР Северной Буковины в качестве «возмещения того громадного ущерба, который был нанесён Советскому Союзу и населению Бессарабии 22-летним господством Румынии в Бессарабии». Бессарабия была присоединена к Российской империи в 1812 году после победы над Турцией в Русско-турецкой войне 1806—1812 годов; в 1918 году, воспользовавшись Гражданской войной на территории бывшей Российской империи, Румыния ввела войска на территорию Бессарабии, а затем включила её в свой состав. Буковина же никогда не входила в состав Российской империи (исторически почти вся Буковина, кроме её южной части, принадлежали Киевской Руси в X—XI веках), но была населена преимущественно украинцами. Румыния, не рассчитывая на поддержку со стороны других государств в случае войны с СССР, была вынуждена согласиться на удовлетворение этих требований. 28 июня Румыния вывела свои войска и администрацию из Бессарабии и Северной Буковины, после чего туда вошли советские части и назначенное руководство. 2 августа на части территории Бессарабии и части территории бывшей Молдавской АССР была провозглашена Молдавская ССР. Юг Бессарабии и Северная Буковина организационно были включены в состав Украинской ССР.

### Битва за Британию
После капитуляции Франции, Германия предлагала Великобритании заключить мир, однако получила отказ. 16 июля 1940 года Гитлер издал директиву о вторжении в Великобританию (операция «Морской лев»). Впрочем, командование немецких ВМС и сухопутных сил, ссылаясь на мощь британского флота и иные факторы, потребовало от ВВС вначале обеспечить подавляющее господство в воздухе. С августа немцы начали бомбардировки Великобритании с целью подорвать её военно-экономический потенциал, деморализовать население, подготовить вторжение и в конечном счёте принудить её к капитуляции. Немецкие ВВС и ВМС стали совершать систематические нападения на английские корабли и конвои в Ла-Манше. С 4 сентября немецкая авиация приступила к массированным бомбардировкам английских городов на юге страны: Лондона, Рочестера, Бирмингема, Манчестера.
Несмотря на то, что англичане понесли в ходе бомбардировок большие потери среди мирного населения, им удалось выстоять в битве за Британию: Германия была вынуждена отказаться от проведения десантной операции. С декабря активность германских ВВС значительно снизилась из-за ухудшившихся погодных условий. Добиться своей главной цели — полностью вывести Великобританию из войны — немцам так и не удалось.

### Сражения в Африке, Средиземноморье и на Балканах
После вступления Италии в войну итальянские войска начали боевые действия за контроль над Средиземноморьем, Северной и Восточной Африкой. 11 июня итальянская авиация нанесла удар по британской военно-морской базе на Мальте. 13 июня итальянцы бомбардировали британские базы в Кении. В начале июля итальянские войска вторглись с территории Эфиопии и Сомали в британские колонии Кению и Судан, однако из-за нерешительных действий далеко продвинуться им не удалось. 3 августа 1940 года итальянские войска вторглись в Британское Сомали. Пользуясь численным превосходством, им удаётся вытеснить британские и южноафриканские войска через пролив в британскую колонию Аден на Аравийском полуострове.
После капитуляции Франции администрации некоторых французских колоний отказались признать вишистское правительство. В Лондоне генерал Де Голль сформировал движение «Сражающаяся Франция», не признавшее позорную капитуляцию. Британские вооружённые силы вместе с отрядами «Сражающейся Франции» начали борьбу с вишистскими войсками за контроль над колониями. К сентябрю им удаётся мирным путём установить контроль практически над всей Французской Экваториальной Африкой, но 24 сентября британские войска и части «Сражающейся Франции» потерпели неудачу в Сенегале (Дакарская операция).
27 октября в Браззавиле образован высший орган управления французскими территориями, занятыми войсками Де Голля, — Совет обороны Империи. В ноябре им удаётся захватить Габон (Габонская операция).
13 сентября итальянцы вторглись с территории Ливии в британский Египет. Заняв 16 сентября Сиди-Баррани, итальянцы остановились, а англичане отошли к Мерса-Матрух. Чтобы улучшить своё положение в Африке и Средиземноморье, итальянцы решили захватить Грецию. После отказа греческого правительства пропустить итальянские войска на свою территорию, 28 октября 1940 года Италия начинает вторжение. Итальянцам удалось захватить часть греческой территории, однако к 8 ноября они остановлены, а 14 ноября греческая армия перешла в контрнаступление, полностью освободила территорию страны и вступила в Албанию.
В ноябре 1940 года английская авиация нанесла серьёзный удар итальянскому флоту в Таранто, что крайне затруднило морские перевозки грузов для итальянских войск в Северную Африку. Воспользовавшись этим, 9 декабря 1940 года английские войска перешли в наступление в Египте, в январе заняли всю Киренаику и к февралю 1941 года вышли в район Эль-Агейла.
В начале января англичане предприняли также наступление в Восточной Африке. Отбив 21 января у итальянцев Кассалу, они вторглись из Судана в Эритрею, захватили Кэрэн (27 марта), Асмэру (1 апреля) и порт Массава (8 апреля). В феврале британские войска из Кении проникли в Итальянское Сомали; 25 февраля они заняли порт Могадишо, а затем повернули на север и вступили в Эфиопию. 16 марта английский десант высадился в Британском Сомали и вскоре нанёс там поражение итальянцам. Вместе с английскими войсками в Эфиопию прибыл свергнутый итальянцами в 1936 году император Хайле Селассие. К англичанам присоединились многочисленные отряды эфиопских партизан. 17 марта британские и эфиопские войска заняли Джиджигу, 29 марта — Харар, 6 апреля — столицу Эфиопии Аддис-Абебу. Итальянская колониальная империя в Восточной Африке прекратила существование. Остатки итальянских войск продолжили сопротивляться на территории Эфиопии и Сомали до 27 ноября 1941 года.
В марте 1941 года в морском сражении у острова Крит англичане нанесли очередное поражение итальянскому флоту. 2 марта в Греции начали высадку английские и австралийские войска. 9 марта итальянские войска предприняли новое наступление против греков, однако в ходе шестидневных ожесточённых боёв они потерпели полное поражение, и к 26 марта были вынуждены отойти на исходные позиции.
Потерпев полное поражение на всех фронтах, Муссолини был вынужден просить помощи у Гитлера. В феврале 1941 года в Ливию прибыл немецкий экспедиционный корпус под командованием генерала Роммеля. 31 марта 1941 года итало-немецкие войска перешли в наступление, отбили у англичан Киренаику и вышли к границам Египта, после чего фронт в Северной Африке стабилизировался до ноября 1941 года.

### Изменения в составе воюющих коалиций
Постепенно начало пересматривать свой внешнеполитический курс правительство США. Оно всё более активно стало поддерживать Великобританию, становясь её «невоюющим союзником» (см. Атлантическая хартия). В мае 1940 года Конгресс США утвердил сумму в 3 млрд долларов на нужды армии и флота, а летом — в 6,5 млрд, в том числе 4 млрд на строительство «флота двух океанов». Увеличились поставки вооружения и снаряжения для Великобритании. 2 сентября 1940 года США передали Великобритании 50 эсминцев в обмен на аренду 8 военных баз в английских колониях в Западном полушарии. Согласно принятому Конгрессом США 11 марта 1941 года закону о передаче военных материалов воюющим странам взаймы или в аренду (см. Ленд-лиз), Великобритании было ассигновано 7 млрд долларов. Позднее ленд-лиз распространился также на Китай, Грецию и Югославию. Северная Атлантика была объявлена «зоной патрулирования» военного флота США, который одновременно приступил к конвоированию направляющихся в Великобританию торговых судов.
К налаживанию отношений с США приложил много сил Уинстон Черчилль. За годы войны он 9 раз лично встречался с американским президентом Рузвельтом и более 2000 раз говорил с ним по телефону или обменивался письмами.
В предвоенный период конца 1930-х годов между СССР и Германией были налажены активные экономические взаимоотношения и торговля. В 1940 году шли переговоры о возможном присоединении СССР к блоку стран «оси». Так, в переговорах 12 и 13 октября дипломаты Германии предложили Сталину присоединиться к «Пакту Оси» заключив «Пакт четырёх держав», в надежде, что СССР примет участие в создании могущественного «Континентального блока» (нем. Gewaltigen Kontinentalblock) и сочтёт Индию и Иран областью своих интересов и контроля в Азии, что в конечном счёте приведёт к капитуляции Англии и её союзников. При этом, ещё до переговоров, летом 1940 года немецким Генеральным штабом уже была начата разработка плана военных действий против СССР, ввиду всё более возрастающей опасности со стороны последнего. Также до 12 ноября Гитлером было подписано указание (нем. Weisung Nr.18), согласно которому все отданные ранее устные распоряжения о подготовке к войне должны были выполняться независимо от результатов переговоров.
В ходе ряда встреч и доверительных бесед с Гитлером и Риббентропом Молотов заявил, что «Советский Союз может принять участие в широком соглашении четырёх держав, но только как партнёр, а не как объект»:369.
Кроме этих конкретных требований, была высказана мысль о том, что Румыния, Болгария, Греция и Югославия представляют собой область государственных интересов Советского Союза. Гитлера это категорически не устраивало, и переговоры закончились 14 ноября в «холодной атмосфере», без принятия новых решений.
25 ноября Сталин смягчил требования, указав, что условием вступления СССР в пакт является согласие на объявление зоной интересов СССР — Финляндии и Болгарии, а также права на создание опорных пунктов в Турции. Германская сторона не ответила на эти новые предложения.
Через месяц после этого, Гитлер утвердил разработанный к тому времени план нападения на СССР. Для этих целей Германия нашла себе союзников в Восточной Европе. 20 ноября 1940 года к Тройственному союзу присоединилась Венгрия, 23 ноября — Румыния, 24 ноября — Словакия; в 1941 году — Болгария, Финляндия и Испания. 25 марта 1941 года к пакту присоединилась Югославия, однако 27 марта в Белграде произошёл военный переворот, и новое правительство Симовича, объявившее королём юного Петра II, заявило о нейтралитете Югославии. 5 апреля Югославия заключила с СССР договор о дружбе и ненападении. Ввиду нежелательного для Германии развития событий Гитлер принял решение о проведении молниеносной военной операции против Югославии и помощи итальянским войскам в Греции.

### Сражения на Балканах и на Ближнем Востоке
6 апреля 1941 года, после массированной бомбардировки крупных городов, железнодорожных узлов и аэродромов, Германия и Венгрия вторглись в Югославию. Одновременно итальянские войска при поддержке немецких ударных частей провели очередное наступление в Греции. К 8 апреля вооружённые силы Югославии были рассечены на несколько частей, а 9 апреля немецкие войска, пройдя через югославскую территорию, вторглись в Грецию и захватили Салоники, заставив капитулировать греческую Восточно-Македонскую армию. 10 апреля немцы взяли Загреб. 11 апреля лидер хорватских нацистов Анте Павелич провозгласил независимость Хорватии и призывал хорватов покинуть ряды югославской армии, что ещё более подорвало её боеспособность. 13 апреля немцы захватили Белград, 15 апреля югославское правительство покинуло страну. 16 апреля немецкие войска вошли в Сараево, итальянцы заняли Бар и остров Крк, а 17 апреля — Дубровник, в тот же день югославская армия капитулировала, а 344 тысячи её солдат и офицеров попали в плен.
После разгрома Югославии немцы и итальянцы бросили все силы в Грецию. 20 апреля капитулировала Эпирская армия. Попытка англо-австралийского командования создать оборонительный рубеж у Фермопил, чтобы закрыть вермахту путь в среднюю Грецию, не увенчалась успехом, и 20 апреля командование союзных войск приняло решение об эвакуации своих сил. 21 апреля взята Янина. 23 апреля Цолакоглу подписывает акт об общей капитуляции греческих вооружённых сил. 24 апреля король Георг II вместе с правительством бежал на Крит. В тот же день немцы захватили острова Лемнос, Фасос и Самофракию. 27 апреля пали Афины.
20 мая немцы высадили воздушный десант на Крите, который обороняли англичане. Хотя британский флот и сорвал попытку морского десанта на Крит, 21 мая немецкие ВДВ захватили аэродром в Малеме и обеспечили переброску подкреплений по воздуху. Несмотря на упорную оборону, британские войска были вынуждены к 31 мая оставить Крит. Ко 2 июня остров был полностью оккупирован. Но ввиду больших потерь немецких парашютистов Гитлер отказался от планов проведения дальнейших десантных операций по захвату Кипра и Суэцкого канала.
В результате вторжения Югославия была расчленена на части. Германия аннексировала Северную Словению, Венгрия — Западную Воеводину, Болгария — вардарскую Македонию, Италия — Южную Словению, часть побережья Далмации, Черногорию и Косово. Хорватия объявлена независимым государством под итало-немецким протекторатом. В Сербии создано коллаборационистское правительство Недича.
После разгрома Греции Болгария аннексировала Восточную Македонию и Западную Фракию; остальная часть страны была разделена на итальянскую (западную) и германскую (восточную) оккупационные зоны.
1 апреля 1941 года в результате переворота в Ираке власть захватила прогерманская националистическая группировка Рашида Али-Гайлани. По договорённости с режимом Виши Германия 12 мая приступила к транспортировке через Сирию, подмандатную Франции, военного снаряжения в Ирак. Но занятые подготовкой к войне с СССР немцы не успели оказать существенной помощи иракским националистам. Английские войска вторглись в Ирак и свергли правительство Али-Гайлани. 8 июня англичане вместе с частями «Сражающейся Франции» вступили в Сирию и Ливан, и к середине июля вынудили вишистские войска капитулировать.
По оценкам руководства Великобритании и СССР, существовала угроза вовлечения в 1941 году на сторону Германии в качестве активного союзника Ирана. Поэтому с 25 августа 1941 года по 17 сентября 1941 года была осуществлена совместная англо-советская операция по оккупации Ирана. Её целью являлась защита иранских нефтяных месторождений от возможного захвата их войсками Германии и защита транспортного коридора (Трансиранский маршрут), по которому Союзниками осуществлялись поставки по ленд-лизу для Советского Союза. В ходе операции вооружённые силы Союзников вторглись в Иран и установили свой контроль над железными дорогами и нефтяными месторождениями Ирана. При этом войска Великобритании оккупировали Южный Иран, а советские войска оккупировали Северный Иран.

### Азия
В Китае японцы в 1939—1941 годах захватили юго-восточную часть страны. Китай из-за сложной внутриполитической обстановки в стране не мог оказать серьёзного отпора. После капитуляции Франции администрация Французского Индокитая признала новое вишистское правительство. Таиланд, воспользовавшись ослаблением Франции, выступил с территориальными претензиями на часть Французского Индокитая. В октябре 1940 года таиландские войска вторглись во Французский Индокитай и нанесли ряд поражений вишистской армии. 9 мая 1941 года под давлением Японии режим Виши вынужден был подписать мирный договор, по которому Таиланду отошёл Лаос и часть Камбоджи. После потери вишистским режимом ряда колоний в Африке возникла также угроза захвата Индокитая британцами и деголлевцами. Чтобы не допустить этого, в июне 1941 года вишистское правительство согласилось на ввод в колонию японских войск.

## Второй период войны (июнь 1941 — ноябрь 1942 годов)

### Предыстория вторжения в СССР
Трагическое начало войны для Красной армии — одна из самых зашифрованных страниц нашей истории. Уже можно говорить о поколениях историков, пытающихся выяснить истинные причины наших неудач в начале войны, однако эта проблема до сих пор не решена.
— П. Н. Бобылев, кандидат исторических наук, доцент, ведущий научный сотрудник Института военной истории Министерства обороны Российской Федерации.
В июне 1940 года Гитлер приказал начать подготовку нападения на СССР, и ОКХ 22 июля начало разработку плана нападения, получившего кодовое наименование «Операция Барбаросса». 31 июля 1940 года на совещании с высшим военным командованием в Бергхофе Гитлер заявил:

[…] Надежда Англии — Россия и Америка. Если надежда на Россию отпадёт, отпадёт и Америка, ибо отпадение России в неприятной мере усилит значение Японии в Восточной Азии, Россия — восточноазиатская шпага Англии и Америки против Японии. […]

Россия — это тот фактор, на который более всего ставит Англия. Что-то такое в Лондоне всё-таки произошло! Англичане были уже совершенно down*, а теперь опять поднялись. Из прослушивания разговоров видно, что Россия неприятно поражена быстрым ходом развития событий в Западной Европе. […]

Но если Россия окажется разбитой, последняя надежда Англии угаснет. Властелином Европы и Балкан тогда станет Германия.

Решение: в ходе этого столкновения с Россией должно быть покончено. Весной 41-го. […]

* Внизу (англ.)
— Ф. Гальдер. «Военный дневник». Конспект речи Гитлера 31 июля 1940 года.
29 ноября — 7 декабря 1940 года генеральный штаб сухопутных войск вермахта провёл оперативно-стратегическую игру на картах по плану агрессии против СССР. 18 декабря 1940 года план «Барбаросса» утверждён Верховным главнокомандующим директивой № 21. Был намечен примерный срок завершения военных приготовлений — 15 мая 1941 года.
С конца 1940 года началась постепенная переброска немецких войск к границам СССР, интенсивность которой резко увеличилась после 22 мая. Германское командование старалось создать впечатление, что это отвлекающий манёвр и «главной задачей на летний период остаётся операция по вторжению на острова, а меры против Востока носят лишь оборонительный характер и их объём зависит только от русских угроз и военных приготовлений». Началась кампания по дезинформации против советской разведки, получавшей многочисленные противоречивые сообщения о сроках (конец апреля — начало мая, 15 апреля, 15 мая — начало июня, 14 мая, конец мая, 20 мая, первые числа июня и др.) и условиях войны (после и до начала войны с Англией, различные требования к СССР перед началом войны и др.).
В конце декабря 1940 года (намеченное в конце сентября 1940 года) в Москве тайно прошло крупнейшее совещание высшего руководящего состава РККА с обсуждением характера наступательных операций, а также были проведены две оперативно-стратегические игры на картах под общим названием «Наступательная операция фронта с прорывом УР». Материалы совещания были засекречены до 1990 года, а ход игр и соотношение сил не раскрывались или были искажены на прямо противоположные. На самом деле на играх рассматривались действия крупной ударной группировки советских войск с государственной границы СССР в направлении (соответственно) Польша — Восточная Пруссия и Венгрия — Румыния. СССР, по заданию игр, был обороняющейся стороной, однако сам ход игр начинался собственно с наступления РККА, причём во второй игре армия СССР начинала наступление с позиций, расположенных на удалении 90—180 км западнее границы. Но планирование и отработка оборонных действий в Красной армии в стратегическом масштабе с осени 1940 года до самого начала войны не проводились. Военная доктрина РККА имела наступательный характер, основным тезисом которой был: «бить врага малой кровью, на чужой территории». Подобный подход в итоге сыграл немаловажную роль в том, что РККА практически не изучала оборонительный характер ведения манёвренных боевых действий в отступлении, в окружении, и так далее, что в итоге крайне плачевно сказалось в ходе начального периода войны 1941—1942 годов. Об этом факте очень много говорили впоследствии многие советские военачальники, как например И. С. Конев и другие.
8 марта 1941 года Политбюро ЦК ВКП(б) принял решение провести в конце мая — начале июня того же года учебные сборы, по которым должно было быть призвано 975 870 военнообязанных на срок от 30 до 90 дней (подавляющее большинство призывалось на срок от 45 дней и более). Одни историки рассматривают это как элемент скрытой мобилизации в условиях сложной политической обстановки — благодаря им стрелковые дивизии в приграничных и внутренних округах получили по 1900—6000 человек, а численность около 20 дивизий практически достигла штатного расписания военного времени. Другие историки не связывают сборы с политической обстановкой и объясняют их переподготовкой состава «в духе современных требований». Историки М. И. Мельтюхов, В. А. Невежин и другие, находят в этих учебных сборах признаки подготовки СССР к нападению на Германию.
Когда 27 марта в Югославии произошёл переворот и к власти пришли антигерманские силы, Гитлер принял решение о проведении операции против Югославии и срочной помощи итальянским войскам в Греции, отложив весеннее нападение на СССР на июнь 1941 года. 3 апреля 1941 года Черчилль написал английскому послу в СССР Стаффорду Криппсу: «Передайте от меня Сталину следующее письмо при условии, что оно может быть вручено лично вами. Я располагаю достоверными сведениями от надёжного агента, что когда немцы сочли Югославию пойманной в свою сеть, то есть после 20 марта, они начали перебрасывать из Румынии в Южную Польшу три из своих пяти танковых дивизий. Но как только они узнали о сербской революции, это передвижение было отменено. Ваше превосходительство легко поймёт значение этих фактов».
Сталин не принял английского посла, и тот передал личное послание премьер-министра в Наркоминдел 19 апреля 1941 года.
10 июня главнокомандующий Сухопутных войск Германии генерал-фельдмаршал Вальтер фон Браухич издал приказ о сроке начала войны против СССР — 22 июня.
13 июня в западные округа были отправлены директивы («Для повышения боевой готовности…») о начале выдвижения частей первого и второго стратегических эшелонов к границе, в ночное время и под видом учений. В ночь с 13 на 14 июня (пятница-суббота) на западных территориях СССР началась операция по выселению «социально чуждых элементов» вглубь страны. Всего было депортировано около 100 тысяч человек. 14 июня выходит сообщение ТАСС, что для войны с Германией нет никаких оснований и что слухи о том, что СССР готовится к войне с Германией, являются лживыми и провокационными. Одновременно с сообщением ТАСС начинается массовая скрытая переброска советских войск из так называемого второго стратегического эшелона к западным границам СССР. 18 июня издан приказ о приведении в оперативную готовность № 1 некоторых частей западных округов. 21 июня, после поступления нескольких сведений о завтрашнем нападении, в 23:30 в войска направлена Директива № 1, содержавшая вероятную дату нападения Германии и приказы быть в боеготовности и вместе с тем «не поддаваться ни на какие провокационные действия».
К моменту начала Великой Отечественной войны силы Красной армии были стянуты к западным границам, снабжающие склады также находились близко к границе. Некоторые историки считают такое положение складов, а также слабую подготовку РККА к оборонным действиям — следствием, а вместе с тем и явным свидетельством подготовки именно превентивной войны против Германии. Ряд историков, в том числе М. И. Мельтюхов рассматривают движение советских войск к границе не как оборонительную меру, а как явную подготовку нападения на Германию, называя различные даты нападения: июль 1941 года, или 1942 год.

### Вторжение в СССР
Осуществление гитлеровского плана «Барбаросса» началось в северной Балтике вечером 21 июня, когда 7 германских минных заградителей, базировавшихся в финляндских портах, выставили два минных поля в Финском заливе. Эти минные поля помогли запереть советский Балтийский флот в восточной части Финского залива. Позже тем же вечером немецкие бомбардировщики, пролетев вдоль Финского залива, заминировали гавань Ленинграда (кронштадтский рейд) и Неву. На обратном пути самолёты дозаправились на финляндском аэродроме в Утти.
В утро того же дня германские войска, расквартированные в Норвегии, заняли  Петсамо. Началась концентрация германских войск на границе с СССР. В начале войны Финляндия не разрешала германским войскам нанести сухопутный удар со своей территории, и германские части в районе Петсамо и Салла были вынуждены воздержаться от перехода государственной границы. Происходили лишь эпизодические перестрелки между советскими и финляндскими пограничниками.
В 4:30 22 июня финляндский десант под прикрытием боевых кораблей, перейдя границу территориальных вод, начал высадку на Аландских островах, являвшихся демилитаризованной зоной. Около 6 часов утра советские бомбардировщики появились в районе Аландских островов и попытались бомбардировать финляндские броненосцы «Вяйнямёйнен» и «Илмаринен», канонерку, также форт Алскар (Fort Als-kar). В этот же день три финляндские подводные лодки поставили мины у эстонского побережья, причём их командиры имели разрешение атаковать советские корабли «в случае возникновения благоприятных условий для атаки».
Ранним воскресным утром, 22 июня 1941 года, Германия объявила войну Советскому Союзу. Между 2:30 и 3:00 часами 22 июня 1941 года (время согласно поздним воспоминаниям Вячеслава Молотова), либо в 5:30 (как утверждалось в выступлении Молотова по радио в тот же день), посол Германии в СССР В. Шуленбург прибыл к Народному комиссару иностранных дел СССР В. М. Молотову и сделал заявление о причинах нападения на СССР, содержание которого сводилось к тому, что советское правительство проводило подрывную политику в Германии и в оккупированных ею странах, проводило внешнюю политику, направленную против Германии, и «сосредоточило на германской границе все свои войска в полной боевой готовности». Заявление заканчивалось следующими словами: «поэтому Фюрер приказал германским вооружённым силам противостоять этой угрозе всеми имеющимися в их распоряжении средствами». Вместе с нотой он вручил комплект документов, идентичный тем, которые Риббентроп вручил Деканозову. В тот же день войну СССР объявили Италия и Румыния; Словакия — 23 июня. Началась Великая Отечественная война.
Немецкие войска нанесли мощный внезапный удар по всей западной советской границе тремя группами армий: «Север», «Центр» и «Юг». В первый же день была уничтожена или захвачена значительная часть советских боеприпасов, горючего и военной техники; уничтожено около 1200 самолётов. 23—25 июня советские фронты пытались нанести контрудары, однако потерпели неудачу. 25 июня советская авиация нанесла удары по ряду объектов в глубине Финляндии, в том числе по Хельсинки.
26 июня Финляндия объявила войну СССР, финляндские войска перешли в контрнаступление и вскоре возвратили Карельский перешеек, ранее захваченный Советским Союзом, не переходя старую историческую российско-финляндскую границу на Карельском перешейке (севернее Ладожского озера старая граница была пересечена на большую глубину). 29 июня германо-финляндские войска предприняли наступление в Заполярье, но продвижение в глубь советской территории было остановлено.
К концу первой декады июля немецкие войска захватили Латвию, Литву, Белоруссию, значительную часть Украины, Молдавии и Эстонии. Основные силы советского Западного фронта были разгромлены в Белостокско-Минском сражении.
Советский Северо-Западный фронт потерпел поражение в приграничном сражении и был отброшен. Впрочем, советский контрудар под Сольцами 14—18 июля приостановил немецкое наступление на Ленинград почти на 3 недели.
На Украине советский Юго-Западный фронт также потерпел поражение и был отброшен от границы, но контрудар советских мехкорпусов в направлении Дубно — Луцк — Броды всё-таки не позволил германским войскам совершить стремительный глубокий прорыв и сразу захватить Киев.
В новом наступлении на центральном участке советско-германского фронта, предпринятом 10 июля, группа армий «Центр» уже 16 июля захватила Смоленск и окружила основные силы воссозданного советского Западного фронта. Учитывая необходимость поддержать наступление на Ленинград и Киев, 19 июля Гитлер, несмотря на возражения армейского командования, отдал приказ перенести направление главного удара с московского направления на южное (Киев, Донбасс) и северное (Ленинград). В соответствии с этим решением танковые группы, наступавшие на Москву, были выведены из состава группы «Центр» и направлены на юг (2-я танковая группа) и на север (3-я танковая группа). Наступление на Москву должны продолжить пехотные дивизии группы армий «Центр», однако сражение в районе Смоленска продолжалось, и 30 июля группа армий «Центр» получила приказ перейти к обороне. Таким образом, наступление на Москву было отложено.
8—9 августа группа армий «Север» возобновила наступление на Ленинград. Фронт советских войск был рассечён, они вынуждены отходить по расходящимся направлениям к Таллину и Ленинграду. Оборона Таллина сковала часть немецких сил, однако 28 августа советские войска были вынуждены начать эвакуацию. 8 сентября, с захватом Шлиссельбурга, немецкие войска взяли Ленинград в кольцо.
4 сентября начальник главного штаба вооружённых сил Германии генерал Йодль получил от маршала Маннергейма категорический отказ наступать на Ленинград.
6 сентября Гитлер своим приказом (Weisung Nr.35) остановил наступление группы войск «Север» на Ленинград и отдал приказание фельдмаршалу Леебу передать все танковые и часть пехотных частей для того, чтобы «как можно быстрее» начать наступление на Москву.
Отказавшись от штурма Ленинграда, группа армий «Север» 16 октября предприняла наступление на тихвинском направлении, намереваясь соединиться с финляндскими войсками восточнее Ленинграда. Тем не менее контрудар советских войск под Тихвином освободил город и приостановил противника.
На Украине в начале августа войска группы армий «Юг» отрезали от Днепра и окружили под Уманью две советские армии. Но захватить Киев им снова не удалось. Только после поворота войск южного фланга группы армий «Центр» (2-й армии и 2-й танковой группы) на юг положение советского Юго-Западного фронта резко ухудшилось. Немецкая 2-я танковая группа, отразив контрудар Брянского фронта, форсировала Десну и 15 сентября соединилась с 1-й танковой группой, наступавшей с Кременчугского плацдарма. В результате сражения за Киев оказался полностью разгромлен советский Юго-Западный фронт.
Катастрофа под Киевом открыла немцам путь на юг. 5 октября 1-я танковая группа вышла к Азовскому морю у Мелитополя, отрезав войска Южного фронта. В октябре 1941 года немецкие войска захватили почти весь Крым, кроме Севастополя.
Поражение на юге открыло немцам дорогу на Донбасс и Ростов. 17 октября пал Таганрог, а 24 октября — Харьков; к концу месяца были заняты основные города Донбасса. 21 ноября 1-я танковая армия вошла в Ростов-на-Дону, достигнув целей плана «Барбаросса» на юге. Впрочем, 29 ноября советские войска выбили немцев из Ростова, и до лета 1942 года линия фронта на юге установилась на рубеже р. Миус.
30 сентября 1941 года немецкие войска начали наступление на Москву. В результате глубоких прорывов немецких танковых соединений основные силы советских Западного, Резервного и Брянского фронта оказались в окружении в районе Вязьмы и Брянска. Всего в плен попало более 660 тысяч человек.
Остатки Западного и Резервного фронтов 10 октября были объединены в единый Западный фронт под командованием генерала армии Г. К. Жукова.
15—18 ноября немецкие войска с окончанием распутицы возобновили наступление на Москву, однако к декабрю были остановлены на всех направлениях.
1 декабря командующий войсками группы «Центр» генерал-фельдмаршал фон Бок доложил, что войска выдохлись и не способны продолжать наступление.
5 декабря 1941 года Калининский, Западный и Юго-Западный фронты перешли в контрнаступление. Успешное продвижение советских войск заставило противника перейти к обороне по всей линии фронта. В декабре в результате наступления войска Западного фронта освободили Яхрому, Клин, Волоколамск, Калугу; Калининский фронт взял Калинин; Юго-Западный фронт — Ефремов и Елец. В итоге к началу 1942 года немцы отброшены на 100—250 км на запад. Поражение под Москвой стало первым крупным отступлением вермахта в этой войне.
Успех советских войск под Москвой побудили советское командование перейти в широкомасштабное наступление. 8 января 1942 года силы Калининского, Западного и Северо-Западного фронта двинулись в наступление против немецкой группы армий «Центр». Им не удалось выполнить поставленной задачи, и после нескольких попыток, к середине апреля, приходится прекратить операцию, понеся большие потери. Немцы сохранили Ржевско-Вяземский плацдарм, представлявший опасность для Москвы. Попытки Волховского и Ленинградского фронтов деблокировать Ленинград также были безуспешны, и привели к окружению в марте 1942 года части сил Волховского фронта.

### Наступление японцев в Тихом океане
7 декабря 1941 года Япония нанесла удар по американской военно-морской базе Пёрл-Харбор. В ходе нападения, в котором участвовало 353 самолёта, базировавшихся на шести японских авианосцах, было потоплено 5 линкоров, повреждены: 3 линкора, 3 лёгких крейсера, 3 эсминца и более 300 самолётов США. Таким образом, за один день были выведены из строя все линкоры Тихоокеанского флота США, однако авианосное соединение на базе отсутствовало и потому уцелело.
Помимо США на следующий день войну Японии объявили также Великобритания, Нидерланды (правительство в эмиграции), Канада, Австралия, Новая Зеландия, Южно-Африканский Союз, Куба, Коста-Рика, Доминиканская Республика, Сальвадор, Гондурас и Венесуэла. 11 декабря Германия и Италия, а 13 декабря — Румыния, Венгрия, и Болгария объявили войну США.
8 декабря японцы осадили английскую военную базу в Гонконге и начали вторжение в Таиланд, британскую Малайю и американские Филиппины. Вышедшая на перехват британская эскадра подверглась сокрушительной атаке с воздуха, и два линкора — ударная сила англичан в этом районе Тихого океана — идут ко дну.
Таиланд после непродолжительного сопротивления согласился на заключение военного союза с Японией и объявил войну США и Великобритании. Японская авиация с территории Таиланда начала бомбардировки Бирмы.
10 декабря японцы захватили американскую базу на острове Гуам, 23 декабря — на острове Уэйк, 25 декабря пал Гонконг. 8 декабря японцы прорвали британскую оборону в Малайе и, стремительно наступая, оттеснили британские войска в Сингапур. Сингапур, который до этого британцы считали «неприступной крепостью», пал 15 февраля 1942 года, после 6-дневной осады. Около 70 тысяч британских и австралийских солдат попали в плен.
На Филиппинах в конце декабря 1941 года японцы захватили острова Минданао и Лусон. Остаткам американских войск удалось закрепиться на полуострове Батаан и острове Коррехидор.
11 января 1942 года японские войска вторглись в Голландскую Ост-Индию и вскоре захватили острова Борнео и Целебс. 28 января японский флот нанёс решительное поражение англо-голландской эскадре в Яванском море. Союзники попытались создать оборону на Яве, однако 2 марта гарнизон острова капитулировал.
23 января 1942 год японцы захватили архипелаг Бисмарка, в том числе остров Новая Британия, а затем овладели северо-западной частью Соломоновых островов, в феврале — островами Гилберта, и в начале марта вторглись в Новую Гвинею.
8 марта, наступая в Бирме, японцы взяли Рангун, в конце апреля — Мандалай, и к маю овладели почти всей Бирмой, нанеся поражения британским и китайским войскам и отрезав южный Китай от Индии. Впрочем, начало сезона дождей и недостаток сил не позволили им развить успех и осуществить вторжение в Индию.
6 мая капитулировала последняя группировка американо-филиппинских войск на Филиппинах. К концу мая 1942 года Японии удалось установить контроль над Юго-Восточной Азией и Северо-Западной Океанией. Американские, британские, голландские и австралийские войска потерпели сокрушительное поражение, потеряв свои основные силы в этом регионе.

### Второй этап битвы за Атлантику
С лета 1941 года основной целью действий немецкого и итальянского флотов в Атлантике является уничтожение торговых судов, с целью затруднить доставку в Великобританию вооружения, стратегического сырья и продовольствия. Немецкое и итальянское командование использовало в Атлантике подводные лодки в основном на коммуникациях, связывающих Великобританию с Северной Америкой, африканскими колониями, Южно-Африканским Союзом, Австралией, Индией и СССР.
В начале весны 1941 года эффективность немецких подводных лодок в Атлантическом океане увеличилась настолько, что президент Рузвельт серьёзно задумался над отдачей приказа американским военным кораблям начать против них активные действия, несмотря на то, что это могло вовлечь США в войну.
С конца августа 1941 года в соответствии с договорённостью правительств Великобритании и СССР начались совместные военные поставки через советские северные порты, после чего значительная часть немецких подводных лодок начала действовать в Северной Атлантике. Осенью 1941 года, ещё до вступления в войну США, отмечались нападения немецких подводных лодок на американские корабли. В ответ Конгресс США 13 ноября 1941 года принимает две поправки к закону о нейтралитете, согласно которым снимался запрет на вход американских кораблей в зоны военных действий и разрешалось вооружать торговые суда.
С укреплением противолодочной обороны на коммуникациях в июле — ноябре существенно сократились потери торгового флота Великобритании, её союзников и нейтральных стран. Во второй половине 1941 они составляют 172,1 тысячи брутто-тонн, что в 2,8 раза меньше по сравнению с первой половиной года.
Тем не менее вскоре германский флот на короткое время перехватил инициативу. После вступления в войну США значительная часть немецких подводных лодок начала действовать в прибрежных водах Атлантического побережья Америки. В первой половине 1942 года потери англо-американских судов в Атлантике резко возросли. Но усовершенствование методов противолодочной обороны позволило англо-американскому командованию с лета 1942 года улучшить обстановку на атлантических морских коммуникациях, нанести ряд ответных ударов германскому подводному флоту и оттеснить его в центральные районы Атлантики.
Немецкие подводные лодки действовали практически по всей акватории Атлантического океана: возле берегов Африки, Южной Америки, в Карибском бассейне. 22 августа 1942 года, после того как немцы потопили ряд бразильских судов, Бразилия объявила войну Германии. После этого, опасаясь нежелательной реакции со стороны других стран Южной Америки, немецкие подводные лодки снизили свою активность в этом регионе.
В целом, несмотря на ряд успехов, Германия так и не смогла сорвать англо-американские морские перевозки. К тому же с марта 1942 года английская авиация начала стратегические бомбардировки важных экономических центров и городов Германии, союзных и оккупированных стран.

### Средиземноморско-африканские кампании
Летом 1941 года вся германская авиация, действовавшая в Средиземноморье, была переброшена на советско-германский фронт. Это облегчило задачи англичан, которые, пользуясь пассивностью итальянского флота, захватили инициативу в Средиземном море. К середине 1942 года англичане, несмотря на ряд неудач, полностью нарушили морское сообщение между Италией и её войсками в Ливии и Египте.
К лету 1941 года значительно улучшилось положение английских сил в Северной Африке. Этому в значительной мере способствовало полное поражение итальянцев в Эфиопии. Британское командование получило возможность перебросить силы из Восточной Африки в Северную.
Используя выгодную обстановку, английские войска 18 ноября 1941 года перешли в наступление. 24 ноября немцы пытались нанести контрудар, однако он закончился провалом. Англичане деблокировали Тобрук и развивая наступление, заняли Эль-Газаль, Дерну и Бенгази. К январю англичане вновь овладели Киренаикой, однако их войска оказались рассредоточенными на огромном пространстве, чем и воспользовался Роммель. 21 января итало-немецкие войска перешли в наступление, прорвали английскую оборону и устремились на северо-восток. У Эль-Газаля они были остановлены, и фронт вновь стабилизировался на 4 месяца.
26 мая 1942 года Германия и Италия возобновили наступление в Ливии. Англичане понесли большие потери и вновь были вынуждены отступать. 21 июня капитулировал английский гарнизон в Тобруке. Итало-немецкие войска продолжили успешно наступать, и 1 июля подошли к английскому оборонительному рубежу у Эль-Аламейна в 60 км от Александрии, где из-за нехватки горючего и боеприпасов вынуждены остановиться. В августе было сменено британское командование в Северной Африке. 30 августа итало-немецкие войска вновь попытались прорвать английскую оборону возле Эль-Халфы, однако потерпели полную неудачу, что стало поворотным пунктом всей кампании.
23 октября 1942 года англичане перешли в наступление, прорвали оборону противника и к концу ноября освободили всю территорию Египта, вошли в Ливию и заняли Киренаику. Значительную роль в успехе сражения под Эль-Аламейном сыграла продолжавшаяся эффективная блокада морских путей сообщения, не позволившая получить Роммелю горючее и боеприпасы.
Тем временем в Африке заканчивались бои за французскую колонию Мадагаскар, находившуюся под вишистским управлением. Поводом для ведения боевых действий против колонии бывшего союзника для Великобритании явилась потенциальная угроза использования Мадагаскара немецкими подводными лодками в качестве базы для действий в Индийском океане. 5 мая 1942 года на острове высадились британские и южноафриканские войска. Французские войска оказали упорное сопротивление, однако к ноябрю вынуждены были капитулировать. Мадагаскар перешёл под управление «Свободной Франции».
8 ноября 1942 года англо-американский десант начал высадку во Французской Северной Африке. На следующий день главнокомандующий силами Виши Франсуа Дарлан договорился с американцами о союзе и прекращении огня и взял на себя всю полноту власти во Французской Северной Африке (соглашение Дарлана-Кларка). В ответ немцы оккупировали южную часть Франции и начали переброску войск в Тунис. 13 ноября английские войска начали наступление в Тунис из Алжира, в этот же день англичанами был взят Тобрук. Англичане достигли Западного Туниса и к 17 ноября столкнулись с немецкими войсками, которым к тому времени удалось занять восточную часть Туниса. К 30 ноября из-за плохой погоды линия фронта стабилизировалась до февраля 1943 года.

### Создание Антигитлеровской коалиции
Сразу же после вторжения Германии в СССР представители Великобритании и США заявили о своей поддержке Советскому Союзу и с октября 1941 года начали оказывать ему экономическую помощь. 1 января 1942 года в Вашингтоне представители Большой четвёрки (СССР, США, Великобритании и Китая) подписали Декларацию Объединённых Наций, положив тем самым начало Антигитлеровской коалиции. Позднее к ней присоединилось ещё 22 страны.

### Восточный фронт: Второе немецкое крупномасштабное наступление
И советская, и германская стороны планировали на лето 1942 года реализацию своих наступательных планов. Гитлер нацеливал основные усилия вермахта на южный сектор фронта, преследуя в первую очередь экономические цели.
Стратегический план советского командования на 1942 год состоял в том, чтобы «последовательно осуществить ряд стратегических операций на разных направлениях, чтобы заставить противника распылить свои резервы, не дать создать ему сильную группировку для отражения наступления ни в одном из пунктов».
Основные усилия Красной армии, согласно замыслам Ставки ВГК, предполагалось сосредоточить на центральном секторе советско-германского фронта. Планировалось также осуществить наступление под Харьковом, в Крыму и прорвать блокаду Ленинграда.
Тем не менее предпринятое советскими войсками в мае 1942 года наступление под Харьковом закончилось поражением. Немецкие войска сумели парировать удар, разгромили советские войска и сами перешли в наступление. Сокрушительное поражение потерпели советские войска также в Крыму. 9 месяцев советские моряки удерживали Севастополь, и к 4 июля 1942 года остатки советских войск эвакуировались в Новороссийск. В итоге оборона советских войск на южном участке оказалась ослабленной. Пользуясь этим, немецкое командование предприняло стратегическое наступление на двух направлениях: на Сталинград и на Кавказ.
После ожесточённых боёв под Воронежем и в Донбассе немецким войскам группы армий «Б» удалось прорваться в большую излучину Дона. В середине июля началась Сталинградская битва, в которой советским войскам ценой больших потерь удалось сковать ударную группировку противника.
Наступавшая на Кавказ группа армий «А» 23 июля взяла Ростов-на-Дону и продолжила наступление на Кубань. 12 августа был взят Краснодар. Тем не менее в боях в предгорьях Кавказа и под Новороссийском советским войскам удалось остановить противника.
Тем временем на центральном участке советское командование предприняло крупную наступательную операцию по разгрому ржевско-сычёвской группировки противника (9-й армии группы армий «Центр»). Впрочем, проводимая с 30 июля по конец сентября Ржевско-Сычёвская операция не увенчалась успехом.
Не удалось также прорвать блокаду Ленинграда, хотя советское наступление заставило немецкое командование отказаться от штурма города[уточнить].

## Третий период войны (ноябрь 1942 — июнь 1944 годов)

### Перелом на Восточном фронте
19 ноября 1942 года Красная армия перешла в контрнаступление под Сталинградом, где ценой невероятных усилий нанесла поражение, отнявшее стратегическую инициативу у немецких войск, в результате которого удалось окружить и разгромить две немецкие, две румынские и одну итальянскую армии; в общей сложности 330 тысяч солдат было уничтожено, около 92 тысяч было взято в плен. Советские войска потеряли погибшими 480 тысяч человек.
С 25 ноября по 20 декабря 1942 года советское наступление на центральном участке советско-германского фронта (операция «Марс») закончилось неудачно.
В начале 1943 года советские войска перешли в контрнаступление по всему фронту. Освобождены Курск и множество других городов. В феврале—марте фельдмаршал Манштейн ещё раз перехватил инициативу у советских войск и отбросил их на ряде участков южного направления (вновь заняв Харьков), однако взять Курск ему не удалось.
В июле 1943 года немецкое командование пыталось вернуть себе стратегическую инициативу в битве под Курском, однако сражение закончилось поражением и отступлением немецких войск по всей линии фронта — им пришлось оставить Орёл, Белгород, Новороссийск. Начались бои за Белоруссию и Украину. В битве за Днепр Красная армия нанесла Германии очередное поражение, освободив Левобережную Украину и Крым. Определённую роль тут сыграла Сицилийская операция англо-американских войск, вынудившая немцев срочно перебросить с востока крупные армейские силы в Италию.
В конце 1943 — первой половине 1944 года основные боевые действия проходили на южном участке фронта. Немцы оставили территорию Украины, советская армия на юге перешла границу 1941 года и вступила на территорию Румынии.

### Англо-американский десант в Африке и Италии
8 ноября 1942 года в Марокко высадился крупный англо-американский десант. Преодолев слабое сопротивление войск, подконтрольных вишистскому правительству, союзники к концу ноября, преодолев 900 км, вступили в Тунис, куда к этому времени немцы доставили морем крупные подкрепления.
Тем временем британская армия перешла в наступление в Ливии. Находившиеся здесь итало-германские войска не смогли удержать фронт у Эль-Аламейна и к февралю 1943 года, понеся большие потери, также отступили в Тунис. 20 марта объединённые англо-американские войска перешли в наступление в глубь территории Туниса. Итало-немецкое командование пыталось эвакуировать свои войска в Италию, однако к тому времени британский флот полностью овладел Средиземноморьем и перерезал пути снабжения и возможности к отступлению. 13 мая итало-немецкие войска капитулировали.
10 июля 1943 года англо-американские войска высадились в Сицилии. Находящиеся здесь итальянские войска сдались почти без боя, серьёзное сопротивление оказал только немецкий 14-й танковый корпус. 22 июля американские войска захватили город Палермо, и немцы отступили на северо-восток острова, к Мессинскому проливу. К 17 августа немецкие части, потеряв всю бронетехнику и тяжёлое вооружение, переправились на Апеннинский полуостров. Одновременно с высадкой на Сицилии силы «Свободной Франции» высадились на Корсике (операция «Везувий»). Поражение итальянской армии резко ухудшило положение в Италии. Выросло недовольство режимом Муссолини. Решением Большого Фашистского совета Муссолини был отстранён от командования, после чего король Виктор Эммануил III приказал арестовать Муссолини и поставил во главе страны маршала Бадольо.
В сентябре 1943 года англо-американские войска высадились на юге Апеннинского полуострова. Бадольо подписал с ними перемирие и объявил о выходе Италии из войны. Впрочем, воспользовавшись замешательством противника, Гитлер срочно направил в Италию немецкие войска, а также освободил Муссолини (см. Операция «Дуб»), и во главе с ним на севере Италии было создано марионеточное государство Республика Сало.
Осенью 1943 года войска США и Великобритании продвинулись на север. 1 октября от немцев был освобождён Неаполь, к 15 ноября англо-американские войска прорвали оборону немцев на реке Волтурно и форсировали её, а к январю 1944 года они достигли немецких укреплений «Зимней Линии» в районе Монте-Кассино и реки Гарильяно. В январе, феврале и марте 1944 года они три раза атаковали немецкие позиции с целью прорвать оборону противника на реке Гарильяно и войти в Рим, но из-за ухудшившейся погоды, сильных дождей, и стойкого сопротивления немецких парашютно-десантных частей, прорыва не произошло и линия фронта стабилизировалась до мая (см. Битва под Монте-Кассино). Вместе с тем 22 января высадился американский десант в Анцио, к югу от Рима, а немцы предпринимали против него безуспешные контратаки. К маю погода улучшилась, и 11 мая англо-американские войска начали новое наступление, прорвали оборону немецких войск в Монте-Кассино и 25 мая соединились с высаженным ранее десантом у Анцио. 4 июня 1944 года был освобождён Рим.

### Стратегические бомбардировки Германии в 1943 году
В январе 1943 года на Касабланкской конференции было принято решение начать стратегические бомбардировки Германии совместными англо-американскими силами. Целями бомбардировок должны были стать как объекты военной промышленности, так и города Германии. Операция получила кодовое название «Пойнт-бланк».
В июле-августе 1943 года массированной бомбардировке был подвергнут Гамбург. Первым массированным налётом на объекты в глубине Германии стал двойной рейд на Швайнфурт и Регенсбург 17 августа 1943 года. Бомбардировщики посылались без истребителей прикрытия и были неспособны защитить себя от атак немецких истребителей, потери оказались значительными (около 20 %). Такие потери были признаны неприемлемыми, и 8-я воздушная армия приостановила воздушные операции над Германией вплоть до прибытия истребителей P-51 Mustang, имевших достаточную дальность полёта, чтобы долететь до Берлина и обратно.

### Гуадалканал. Азия
С августа 1942 года по февраль 1943 года японские и американские войска сражаются за контроль над островом Гуадалканал в составе архипелага Соломоновы острова. В этой битве на истощение в конце концов верх одержали Соединённые Штаты. Необходимость направлять подкрепления на Гуадалканал так же ослабила японские силы в Новой Гвинее, что способствовало освобождению острова от японских войск, которое завершилось в начале 1943 года.
В конце 1942 и в течение 1943 года британские войска предприняли несколько безуспешных попыток контрнаступления в Бирме.
В ноябре 1943 года американцам удаётся овладеть японским островом Тарава. Этому способствовали операции американских подводников, отрезавшие японские гарнизоны и блокировавшие доставку нефти в Японию. Торговый тоннаж Японии сократился с декабря 1941 года с 6,384 миллиона тонн до 4,95 миллиона к декабрю 1943-го (к концу войны сократился до 1,4 млн т).

### Конференции на третьем периоде войны
Быстрое развитие событий на всех фронтах, особенно на советско-германском, потребовало от Союзников уточнения и согласования дальнейших планов ведения войны. Это было сделано на состоявшейся в ноябре 1943 года Тегеранской конференции.

## Четвёртый период войны (июнь 1944 — май 1945)

### Западный фронт Германии
6 июня 1944 года союзные силы США, Великобритании и Канады после двух месяцев отвлекающих манёвров провели крупнейшую десантную операцию в истории и высадились в Нормандии. Для десантирования было выделено 1213 кораблей, 4126 десантных судов, 864 торговых и 736 вспомогательных судов, а всего 6939 кораблей.
В августе американские и французские войска высадились на юге Франции, освободили города Тулон и Марсель. 25 августа они вошли в Париж и освободили его вместе с отрядами французского Сопротивления.
В сентябре началось наступление англо-американских войск на территорию Бельгии. К концу 1944 года немцам с большим трудом удалось стабилизировать линию фронта на западе. 16 декабря немцы перешли в контрнаступление в Арденнах, и англо-американское командование направило в Арденны подкрепления с других участков фронта и резервы. Немцам удалось продвинуться на 100 км в глубь Бельгии, но 22 декабря американская 3-я армия генерала Паттона начала контрнаступление, атаковав немцев с юга, и к 25 декабря 1944 года немецкое наступление захлебнулось, а англо-американские силы перешли в общее контрнаступление. К 27 декабря Германия не удержала захваченных позиций в Арденнах, и немецкие войска начали отступать — стратегическая инициатива уже безвозвратно перешла к противнику. В январе 1945 года немецкие войска предприняли локальные отвлекающие контратаки в Эльзасе, которые также закончились неудачно. После этого американские и французские войска окружили части 19-й немецкой армии возле города Кольмар в Эльзасе и разгромили их к 9 февраля («Кольмарский котёл»). Англо-американские войска прорвали немецкие укрепления («Линия Зигфрида», или «Западный Вал») и начали вторжение в Германию.
В феврале—марте 1945 года в ходе Маас-Рейнской операции англо-американские союзные силы захватили всю территорию Германии к западу от Рейна и форсировали Рейн. Немецкие войска, потерпев тяжёлые поражения в Арденнской и Маас-Рейнской операциях, отступили на правый берег Рейна. В апреле 1945 года американцы окружили немецкую группу армий «Б» в Руре и к 17 апреля разгромили её, вермахт потерял Рурский промышленный район — важнейший промышленный район Германии.
Американские войска продолжили наступление в глубь Германии и 25 апреля встретились с советскими войсками на Эльбе. Ко 2 мая британские и канадские войска (21-я группа армий) захватили весь северо-запад Германии и достигли границ Дании.
После завершения Рурской операции высвободившиеся американские части перебросили на южный фланг в 6-ю группу армий для захвата южных районов Германии и Австрии.
На южном фланге американские и французские войска, наступая, захватили юг Германии и Австрию. Части 7-й американской армии перешли через Альпы по Бреннерскому перевалу и 4 мая встретились с войсками 15-й группы армий союзных сил, наступавших в Северной Италии.
В Италии англо-американское наступление продвигалось очень медленно. Несмотря на все попытки, им так и не удалось в конце 1944 года прорвать линию фронта и форсировать реку По. В апреле 1945 года их наступление возобновилось, они преодолели немецкие укрепления («Готская линия»), и прорвались в долину реки По.
28 апреля 1945 года итальянские партизаны захватили и казнили Бенито Муссолини. Полностью Северная Италия была очищена от германских войск лишь в мае 1945 года.

### Стратегические бомбардировки Германии в 1944—1945 годах
Когда операция Pointblank была официально завершена 1 апреля 1944 года, ВВС антигитлеровской коалиции были на пути к завоеванию превосходства в воздухе над всей Европой. Хотя стратегические бомбардировки в какой-то степени продолжались, англо-американские ВВС переключились на тактические бомбардировки в рамках обеспечения высадки в Нормандии. Только в середине сентября 1944 года стратегические бомбардировки Германии снова стали приоритетными.
Масштабным круглосуточным бомбардировкам — ВВС США днём, ВВС Великобритании ночью — подверглись многие промышленные районы Германии, главным образом Рур, за которыми последовали атаки непосредственно по городам, таким как Кассель, Пфорцгейм, Майнц и часто критикуемая, ни чем не оправданная жестокая бомбардировка Дрездена.

### Советское наступление
Летом 1944 года началось наступление Красной армии в Восточной Белоруссии. К осени от германских войск очищена почти вся ранее оккупированная ими территория СССР: Белоруссия, Украина, Прибалтика. Лишь на западе Латвии окружённая группировка немецких войск смогла продержаться до окончания войны.
В результате наступления советских войск на севере, Финляндия объявила о своём выходе из войны. Впрочем, германские войска отказались покинуть территорию Финляндии. В результате бывшие «братья по оружию» были вынуждены сражаться друг против друга. В августе в результате наступления Красной армии из войны вышла Румыния, в сентябре — Болгария. В октябре попыталась выйти и Венгрия, но это привело к установлению там марионеточного государства Германии. Германия начала эвакуацию войск с территории Югославии и Греции, где власть в свои руки стали брать народно-освободительные движения.
В феврале 1945 года была проведена Будапештская операция, во время которой существовало два враждебных друг другу правительства Венгрии: Дебреценское правительство на территории, подконтрольной СССР, и режим Салаши на территории, подконтрольной Германии, остававшийся последним ей союзником, который был ликвидирован в ходе боёв в Венгрии. Началось наступление в Польше, Красная армия заняла Восточную Пруссию.
В конце апреля 1945 года Красная армия развернула наступление на Берлин. Осознавая своё полное поражение, Гитлер и Геббельс покончили с собой. 2 мая после упорных двухнедельных боёв за германскую столицу генерал артиллерии Вейдлинг в сопровождении трёх немецких генералов перешёл линию фронта и сдался в плен. Через час, находясь в штабе 8-й гвардейской армии, он написал приказ о капитуляции Берлина. В ночь с 8 на 9 мая немецкое командование подписало акт о безоговорочной капитуляции всей нацистской Германии. Германия была разделена на четыре оккупационные зоны: советскую, американскую, британскую и французскую.

### Боевые действия после капитуляции Германии
Даже после подписания Акта о капитуляции нацистской Германии, продолжалось сопротивление отдельных частей немецких войск вермахта, СС, и коллаборационистов.
В ночь с 11 на 12 мая вблизи демаркационной линии около деревни Сливице в окрестностях города Пльзень в ходе продолжавшегося сутки боя были уничтожены остатки отступавших из Праги смешанных дивизий СС во главе с руководителем Управления СС в Богемии и Моравии обергруппенфюрером СС графом Карлом-Фридрихом фон Пюклер-Бургхаусом. В составе более чем семитысячной группировки немцев находились остатки дивизий СС «Валленштайн» и «Рейх».
14—15 мая в Северной Словении произошла Полянская битва, в ходе которой Народно-освободительная армия Югославии нанесла поражение остаткам немецких войск и коллаборационистов.
На территории западной части Латвии, известной под названием Курляндский котёл, остатки группировки немецких войск оказывали ожесточённое сопротивление советским войскам вплоть до 15 мая. Отдельные боевые действия прекратились там только после 23 мая (когда было арестовано последнее немецкое правительство во Фленсбурге), хотя по некоторым данным, разрозненные части оказывали сопротивление советским войскам в Курляндском котле до июля. Последний катер с беженцами отплыл на шведский остров Готланд 30 октября 1945 года.
На севере Италии также оставалась группировка немецких войск вместе с русскими коллаборационистами — Казачьим Станом. Эти части отходили на запад и продолжали сопротивление до начала мая 1945 года, и капитулировали только 18 мая перед британскими войсками. Позднее английское командование выдало сдавшихся казаков советским органам НКВД в Линце.
Вплоть до 20 мая продолжались бои на голландском острове Тексел, где находился батальон грузинского легиона, который поднял восстание против немецкого гарнизона ещё 5 апреля 1945, но только 20 мая высадившиеся на остров канадские части сил антигитлеровской коалиции смогли остановить бои на острове.
Крайний север Германии — южная часть Шлезвиг-Гольштейна — находился под контролем нового германского правительства Карла Дёница до 23 мая 1945 года, когда Фленсбургское правительство было арестовано англо-американской администрацией. Там также имелись и боеспособные вооружённые силы Вермахта и СС (а также Люфтваффе и Кригсмарине), но после 9 мая 1945 они не вели боевых действий и не оказывали никакого сопротивления.

### Тихоокеанский театр военных действий
На Тихом океане боевые действия складывались также довольно успешно для сил антигитлеровской коалиции. В июне 1944 года американцы овладели Марианскими островами. В октябре 1944 года состоялось крупное сражение в заливе Лейте, в котором тактическую победу одержали силы США. В сухопутных сражениях японская армия действовала более успешно, и им удалось захватить весь Южный Китай и соединиться со своими войсками, которые действовали в то время в Индокитае.

### Конференции четвёртого периода войны
К концу четвёртого периода войны победа союзников по антигитлеровской коалиции уже не вызывала сомнений. Тем не менее, им предстояло договориться о послевоенном устройстве мира и, в первую очередь, Европы. Обсуждение этих вопросов главами трёх союзных держав состоялось в феврале 1945 года в Ялте. Решения, принятые на Ялтинской конференции, на многие последующие годы определили ход послевоенной истории.

## Пятый период войны (май 1945 — сентябрь 1945)

### Окончание войны с Японией
После окончания войны в Европе последним противником стран антифашистской коалиции осталась Япония. К тому времени войну Японии объявили около 60 стран. Впрочем, несмотря на сложившуюся обстановку, японцы не собирались капитулировать и объявили о ведении войны до победного конца. В июне 1945 года японцы потеряли Индонезию, вынуждены были оставить Индокитай. 26 июля 1945 года США, Великобритания и Китай предъявили японцам ультиматум, однако он был отвергнут.
По итогам Ялтинской конференции СССР обязался в течение 3 месяцев перебросить войска из Европы на Дальний Восток и начать масштабное наступление к 8 августа 1945 года, взамен получая Курильские острова и Южный Сахалин. Вступление СССР в войну против Японии произвело на японские военные и гражданские круги ошеломляющее впечатление, хотя уже в апреле 1945 был разорван заключенный в 1941 году Пакт о нейтралитете между СССР и Японией. Только после этого японский император окончательно решил завершить войну.
6 августа на Хиросиму, а через три дня на Нагасаки американцами были сброшены атомные бомбы, и в результате два города оказались почти полностью стёрты с лица земли. 8 августа СССР объявил войну Японии, а 9 августа начал своё наступление и в течение двух недель нанёс сокрушительное поражение японской Квантунской армии в Маньчжоу-го. 14 августа японский императорский генеральный штаб издал приказ о капитуляции, который постепенно выполнили части армии: 15 августа капитулировала экспедиционная армия в Китае, а 16 августа капитулировала Квантунская армия. 2 сентября в 9:02 по токийскому времени (в 4:02 по московскому времени) на борту американского линкора «Миссури» был подписан акт о безоговорочной капитуляции Японии. Крупнейшая война в истории человечества завершилась.
Состояние войны между СССР и Японией было прекращено Совместной декларацией Союза Советских Социалистических Республик и Японии от 19 октября 1956 года. Вместе с тем мирный договор между СССР и Японией так и не был подписан. Япония оспаривает принадлежность России южных Курильских островов — Итурупа, Кунашира, Шикотана и группы островов Хабомаи.

## Итоги войны
Вторая мировая война оказала огромное влияние на историю человечества. В ней участвовало 62 государства (80 % населения Земного шара на момент войны). Военные действия велись на территории 40 государств. В вооружённые силы было мобилизовано 110 млн человек. Общие людские потери достигли 60—65 млн человек, из них убито на фронтах 27 млн человек, многие из них граждане СССР. Также большие людские потери понесли Китай, Германия, Япония и Польша.
Военные расходы и военные убытки составили 4 трлн долларов. Материальные затраты достигли 60-70 % национального дохода воевавших государств. Только промышленность СССР, США, Великобритании и Германии изготовила 652,7 тысячи самолётов (боевых и транспортных), 286,7 тысяч танков, самоходных орудий и бронемашин, свыше 1 млн артиллерийских орудий, свыше 4,8 млн пулемётов (без Германии), 53 млн винтовок, карабинов и автоматов и огромное количество другого вооружения и снаряжения. Война сопровождалась колоссальными разрушениями, уничтожением десятков тысяч городов и деревень, бедствиями десятков миллионов людей.
В результате войны ослабла роль Западной Европы в общемировой политике. Главными державами в мире стали СССР и США. Великобритания и Франция, несмотря на победу, были значительно ослаблены. Война показала неспособность их и других западноевропейских стран содержать огромные колониальные империи. В странах Африки и Азии усилилось антиколониальное движение. В результате войны часть стран смогла добиться независимости: Эфиопия, Исландия, Сирия, Ливан, Вьетнам, Индонезия. В странах Восточной Европы, занятых советскими войсками, были установлены социалистические режимы. Одним из главных итогов Второй мировой стало создание на основе Антифашистской коалиции, сложившейся в ходе войны, Организации Объединённых Наций для предотвращения мировых войн в будущем.
В некоторых странах сложившиеся в ходе войны партизанские движения пытались продолжить свою деятельность и после окончания войны. В Греции конфликт между коммунистами и довоенным правительством перерос в гражданскую войну. Антисоветские вооружённые партизанские отряды ещё некоторое время после окончания войны действовали в Западной Украине, Прибалтике, Польше. В Китае продолжилась гражданская война, длившаяся там с 1927 года.
Фашистская и нацистская идеологии были признаны преступными на Нюрнбергском процессе и запрещены. Во многих западных странах выросла поддержка коммунистических партий благодаря их активному участию в антифашистской борьбе в ходе войны.
Европа оказалась разделена на два лагеря: западный капиталистический и восточный социалистический. Отношения между двумя блоками резко ухудшились. Уже через пару лет после окончания войны началась Холодная война.
В результате Второй мировой войны СССР фактически вернул в свой состав территории, отторгнутые Японией у Российской империи по окончании Русско-японской войны 1904—1905 годов по итогам Портсмутского мира (южный Сахалин и, временно, Квантун с Порт-Артуром и Дальним), а также ранее уступленную Японии в 1875 году основную группу Курильских островов и закреплённую за Японией Симодским договором 1855 года южную часть Курил. Также к СССР отошёл исторически немецкий город Кёнигсберг с частью территории исторической Восточной Пруссии.
После войны сформировался так называемый «нюрнбергский консенсус», согласно которому «основная вина и ответственность за беспримерное зло, олицетворением которого служит Холокост, лежит на нацистской Германии, которую разгромил союз стран разных, но единых в стремлении защитить ценности гуманизма». «Нюрнбергский консенсус» не стал общепризнанным в мировом масштабе, поскольку во многих странах восприятие войны существенно различалось, однако внимание на этих отличиях не акцентировалось. Ведущие державы бывшей антигитлеровской коалиции, уже находясь по разные стороны фронта Холодной войны, тем не менее, разделяли общую рамочную позицию. В новейший период в западных странах «нюрнбергский консенсус» был вытеснен нарративом о существовании двух тоталитаризмов, нацистского и коммунистического, которые в равной степени ответственны за все преступления во время Второй мировой войны. В рамках этого подхода Россия как наследник СССР рассматривается не в качестве ведущей силы в борьбе с нацизмом, а как его пособник по развязыванию войны. Российское руководство продолжает отстаивать основные черты «нюрнбергского консенсуса» на международном уровне и во внутренней политике. Отчасти затенённая ранее «полифония памятей» трансформируется в войну памяти.

## Вклад различных государств антигитлеровской коалиции в победу над нацистской Германией и её союзниками
В своей речи, произнесённой в Москве 20 июня 1966 года, президент Франции Шарль де Голль отметил:
Мировая война, развязанная и направлявшаяся известно чьей амбицией, вызвала в мире, и главным образом в Европе, потрясения и страдания, которые ещё не излечены […] между народами Франции и России явно проявляется взаимная симпатия. Само собой разумеется, что их союз во время мировых войн и, в частности, величайшая роль Советского Союза в решающей победе во Второй мировой войне лишь усилили у французов чувство этой солидарности.
Российский историк Валентин Фалин высказался таким образом: «При том, что политики часто занимали диаметрально противоположные позиции в отношении второго фронта и совместных операций, солдаты честно выполняли свой долг. Именно благодаря сотрудничеству военных Запада и Востока война кончилась в мае 1945-го, а не затянулась на несколько лет».
Как отмечает британский профессор Ричард Овери, профессор современной истории в King’s College и автор целого ряда трудов о Второй мировой войне, уже после войны бывший гитлеровский министр иностранных дел Иоахим фон Риббентроп назвал три основные причины поражения Германии:
- оказавшееся неожиданно упорным советское сопротивление;
- масштабные поставки вооружений и техники из США;
- успехи западных Союзников в борьбе за господство в воздухе.

Впрочем, американский политолог и социолог Збигнев Бжезинский не склонен преувеличивать роль Америки в мировой войне:

Парадоксально, что разгром нацистской Германии повысил международный статус Америки, хотя она и не сыграла решающей роли в военной победе над гитлеризмом. Заслуга достижения этой победы должна быть признана за сталинским Советским Союзом, одиозным соперником Гитлера.
Наибольшие потери за всю Вторую мировую войну (70—80 %) германские вооружённые силы понесли на советском фронте (по данным В. М. Фалина, эта доля достигает 93 %). На Восточном фронте, в борьбе против СССР, в течение войны немецкие войска потеряли 507 дивизий, были полностью разгромлены 100 дивизий союзников Германии.
Во время Тегеранской конференции в 1943 году Сталин на торжественном обеде в честь 69-летия Уинстона Черчилля произнёс тост, в котором назвал США страной машин и сказал, что «Без этих машин, поставлявшихся по ленд-лизу, мы бы проиграли эту войну» (Without the use of those machines, through Lend-Lease, we would lose this war). Слова Сталина были зафиксированы в журнале ежедневных событий президента США во время Тегеранской конференции, который был опубликован в американском сборнике «Внешняя политика Соединённых Штатов. Каирская и Тегеранская конференции 1943 года» в 1961 году на 469-й странице. По другим источникам, на этой конференции Сталин дал и такую оценку американской помощи: «Без американской промышленности Объединённые Нации никогда не смогли бы выиграть эту войну» (Without American production the United Nations [the Allies] could never have won the war).

— … когда к нам стали поступать американская тушёнка, комбижир, яичный порошок, мука, другие продукты, какие сразу весомые дополнительные калории получили наши солдаты! И не только солдаты: кое-что перепадало и тылу.
Или возьмём поставки автомобилей. Ведь мы получили, насколько помню, с учётом потерь в пути около 400 тысяч первоклассных по тому времени машин типа «Студебеккер», «Форд», легковые «Виллисы» и амфибии. Вся наша армия фактически оказалась на колёсах и каких колёсах! В результате повысилась её манёвренность и заметно возросли темпы наступления.
Да-а… — задумчиво протянул Микоян. — Без ленд-лиза мы бы наверняка ещё год-полтора лишних провоевали.